# Cine de terror

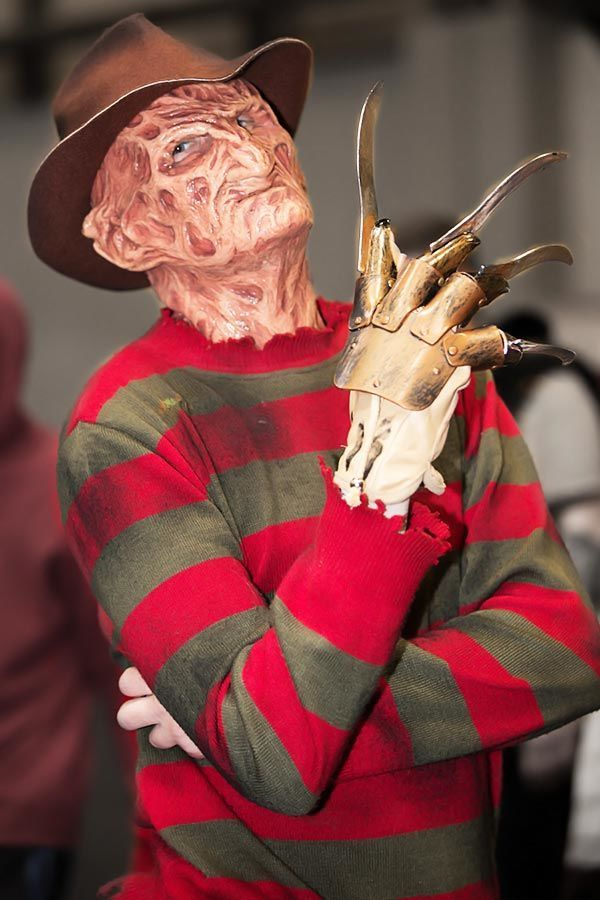
Fanático caracterizado como Freddy Krueger.

El cine de terror es un género cinematográfico que se caracteriza por su voluntad de provocar en el espectador sensaciones de pavor, terror, miedo, disgusto, repugnancia, horror, incomodidad o preocupación. Estas películas exploran a menudo temas oscuros y pueden ocuparse de temas transgresores. Sus argumentos frecuentemente desarrollan la súbita intrusión en un ámbito de alguna fuerza, evento o personaje de naturaleza maligna o celestial, a menudo de origen criminal o sobrenatural, incluyendo monstruos, eventos apocalípticos o creencias religiosas o folclóricas. 
Las películas de terror han existido por más de un siglo. Inspiraciones tempranas anteriores al desarrollo del cine incluyen el folclore, creencias religiosas y supersticiones de diferentes culturas, así como la literatura gótica y de terror de escritores como Edgar Allan Poe, Bram Stoker o Mary Shelley. A partir de sus orígenes en el cine mudo y el expresionismo alemán, el terror se convirtió en un género codificado tras el estreno de Drácula (1931). Muchos subgéneros aparecieron en las décadas siguientes, incluyendo el horror corporal, el cine slasher, el cine gore, la comedia de terror, el terror sobrenatural y el terror psicológico. El género ha sido producido alrededor de todo el mundo, variando en contenido y estilo entre regiones. El terror es particularmente prominente en el cine japonés, coreano, italiano y tailandés, entre otros países.
A pesar de ser objeto de controversias sociales y legales debido a sus temas, algunas películas y franquicias de terror han tenido gran éxito comercial y han tenido influencia en la sociedad, además de haber generado un gran número de iconos de la cultura popular.

## Inicios del cine de terror

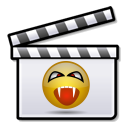
Logotipo de vampiro, un personaje monstruo que aparece en las primeras películas de terror.

El cine de horror nació junto con el mismo cine. Los hermanos Lumière rodaron en 1896 la cinta L'arrivée d'un train à La Ciotat (La llegada del tren). En esta película, como su nombre indica, únicamente se mostraba la llegada de un tren; solo que, dado que el cine era un invento desconocido para la mayoría de los espectadores, estos creían que el tren se iba a salir literalmente de la pantalla para arrollarlos; los primeros espectadores de la cinta gritaban y escapaban de la sala aterrorizados.
La primera cinta considerada de terror fue La mansión del diablo, dirigida e ideada por Georges Méliès, que se estrenó el 24 de diciembre de 1896, en París. Esto dio paso a todo el cine de terror. Durante esta era del cine, Francia se posicionó como la gran realizadora de antecedentes de este género. Louis Lumière realiza en 1897 Le squelette joyeux; Georges Méliès, además de la ya mencionada La mansión del diablo, dirige El Diablo en el convento (1899) y El diablo negro (1905);   la pionera en cine hecho por mujeres, Alice Guy, es la responsable del filme Faust et Méphistophélès (1903); a Gaston Velle se le debe La Peine du talion (1906); el español aragonés Segundo de Chomón realiza La casa encantada (1907), Satán se divierte (1907) y El hotel eléctrico (1908) entre muchísimos cortometrajes más que se realizaron en Francia. Pero la que muchos consideran como la primera película deliberada de terror fue realizada en 1910 por J. Searle Dawley para los Edison Studios (en Estados Unidos). Se trató de la primera adaptación de la novela de Frankenstein.

## Expresionismo alemán
En esta época del cine mudo, Alemania cultivó una serie de películas tan espeluznantes como artísticas e influyentes en el cine de terror universal, muchas de ellas influenciadas por la pintura expresionista. Podríamos destacar: El estudiante de Praga (1913) de Paul Wegener y Stellan Rye; Homunculus (1916) de Otto Rippert; Los ojos de la momia (1918) de Ernst Lubitsch; El Golem (1920) de Carl Boese y Paul Wegener; El gabinete del doctor Caligari (1920) de Robert Wiene; El castillo encantado (1921) de F.W. Murnau; Der müde Tod (1921) de Fritz Lang; Nosferatu, eine Symphonie des Grauens (1922) de F.W. Murnau, con Max Schreck en el papel del vampiro; Las manos de Orlac (1924) de Robert Wiene; Fausto (1926) de F.W. Murnau; y ya a principios del sonoro: M (1931) de Fritz Lang;  Vampyr (1932) del danés Carl Theodor Dreyer y El testamento del Dr. Mabuse (1933) de Fritz Lang. Este tipo de cine germánico tendría posteriormente algunos homenajes como la película Nosferatu: Phantom der Nacht (1979) de Werner Herzog, con Klaus Kinski en el papel de Nosferatu, o la británica La sombra del vampiro (2000) de E. Elias Merhige, en la que Willem Dafoe interpreta a Max Schreck en el rodaje de Nosferatu, siendo este un vampiro auténtico. Dentro del cine germánico también sería interesante destacar la sueca Körkarlen (1921) de Victor Sjöström y la danesa Häxan (1922) de Benjamin Christensen.

## Películas de monstruos

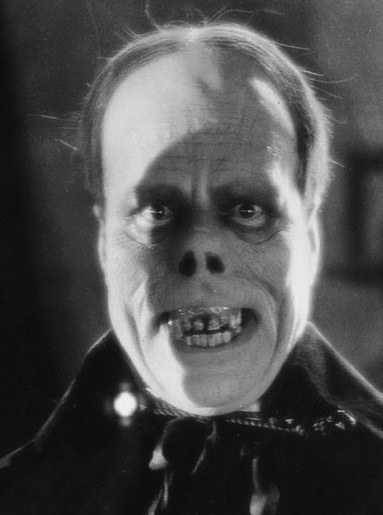
Lon Chaney en El fantasma de la ópera (1925).

En los años 20, Estados Unidos gestaría un cine de terror que tendría su explosión en los años 30, del cual podríamos destacar: Dr. Jekyll and Mr. Hyde (1920) de John S. Robertson, adaptación de El extraño caso del doctor Jekyll y el señor Hyde de Robert Louis Stevenson, protagonizada por John Barrymore; El legado tenebroso (1927), El teatro siniestro (1929) y El hombre que ríe (adaptación del libro homónimo de Víctor Hugo) (1928) del alemán Paul Leni y El mago rojo (1929) del húngaro Paul Fejos (las dos últimas películas nombradas protagonizadas por Conrad Veidt). Lon Chaney se consolidaría en el cine mudo como especialista en interpretar a personajes deformes. Especialmente terrorífica es su interpretación de Quasimodo y del fantasma, respectivamente, en: El jorobado de Notre Dame (1923) (adaptación de Nuestra Señora de París de Víctor Hugo) de Wallace Worsley y El fantasma de la ópera (1925) (adaptación de la obra homónima de Gastón Leroux) de Rupert Julian. Precisamente en esta época empezó con el género uno de los considerados mejores directores del cine de terror: Tod Browning con: Garras humanas (1927) y La casa del horror (1927) ambas protagonizadas por Lon Chaney. Seguiría su carrera con la obra maestra de la Universal Pictures Drácula (1931), Freaks (1932), La marca del vampiro (1935) y Muñecos infernales (1936), todas estas últimas, así como Garras humanas y La casa del horror, de la productora MGM.
En los años 30 la Universal Pictures se especializó en cine de terror, especialmente monster movies de estilo gótico e influenciado por el cine expresionista. Estas serían algunas de las películas más destacadas de esta corriente:
- Drácula (1931) de Tod Browning
- Frankenstein (1931) de James Whale (adaptación de la obra de Mary Shelley Frankenstein o el moderno Prometeo)
- El caserón de las sombras (1932) de James Whale
- La momia (1932) de Karl Freund
- El hombre invisible (1933) de James Whale (adaptación de la obra homónima de H. G. Wells)
- Satanás (1934) de Edgar G. Ulmer (adaptación del cuento El gato negro de Edgar Allan Poe)
- La novia de Frankenstein (1935) de James Whale
- El cuervo (1935) de Lew Landers (adaptación del cuento homónimo de Edgar Allan Poe)
- El lobo humano (1935) de Stuart Walker (considerada como la primera película de hombres lobo)
- La hija de Drácula (1936) de Lambert Hillyer
- Son of Frankenstein (1939) de Rowland V. Lee
- The Invisible Man Returns (1940) de Joe May
- La mano de la momia (1940) de Christy Cabanne
- La mujer invisible (1940) de A. Edward Sutherland
- El hombre lobo (1941) de George Waggner
- El fantasma de Frankenstein (1942) de Erle C. Kenton
- La tumba de la momia (1942) de Harold Young
- El espía invisible (1942) de Edwin L. Marin
- Frankenstein Meets the Wolf Man (1943) de Roy William Neill
- El fantasma de la ópera (1943) de Arthur Lubin
- Son of Dracula (1943) de Robert Siodmak
- The Invisible Man's Revenge (1944) de Ford Beebe
- The Mummy's Ghost (1944) de Reginald Le Borg
- House of Frankenstein (1944) de Erle C. Kenton
- La maldición de la momia (1944) de Leslie Goodwin
- La mansión de Drácula (1945) de Erle C. Kenton
- Abbott and Costello Meet Frankenstein (1948) de Charles Barton
- Abbott y Costello contra el asesino (1949) de Charles Barton
- Abbott y Costello contra el hombre invisible (1951) de Charles Lamont
- Abbott and Costello Go to Mars (1953) de Charles Lamont
- It Came from Outer Space (1953) de Jack Arnold
- Abbott and Costello Meet Dr. Jekyll and Mr. Hyde (1953) de Charles Barton y Charles Lamont
- Creature from the Black Lagoon (1954) de Jack Arnold
- Revenge of the Creature (1955) de Jack Arnold
- ¡Tarántula! (1955) de Jack Arnold
- Abbott y Costello contra la momia (1955) de Charles Lamont
- The Creature Walks Among Us (1956) de John Sherwood
- The Mole People (1956) de Virgil W. Vogel
- El monstruo alado (1957) de Nathan Juran
- The Incredible Shrinking Man (1957) de Jack Arnold
- Tierra desconocida (1957) de Virgil W. Vogel
- The Monolith Monsters (1957) de John Sherwood
- Monster on the Campus (1958) de Jack Arnold

A partir de finales de los años 40 las películas de terror de la Universal entraron en decadencia, prueba de ello es la película paródica de Bud Abbott y Lou Costello Abbott and Costello Meet Frankenstein, a partir de entonces el cine de terror de la Universal se decantaría bien por parodias del "antiguo" cine de terror gótico con Abbott y Costello, bien por un cine de terror más próximo a la ciencia ficción, como lo demuestran las películas de Jack Arnold, John Sherwood o Virgil W. Vogel. Hay que mencionar obligatoriamente a los tres grandes iconos de la Universal: Béla Lugosi, Boris Karloff y Lon Chaney Jr.
El primero reconocido por Drácula, aunque solo ha interpretado ese papel en Drácula de Tod Browning y en Abbott and Costello Meet Frankenstein, aunque sí que ha interpretado a otros vampiros en La marca del vampiro y en El regreso del vampiro (Columbia Pictures) (1944) de Lew Landers; a Igor en Son of Frankenstein y El fantasma de Frankenstein; al monstruo de Frankenstein en Frankenstein y el Hombre Lobo y otros papeles en Satanás, El cuervo, El castillo de los misterios (1940) de David Butler, The Body Snatcher (1945) de Robert Wise (basado en el cuento El ladrón de cadáveres de Robert Louis Stevenson) (estas cuatro, junto con Boris Karloff), El hombre lobo y en la película independiente, considerada como la primera película de zombis White Zombie (1932) de Victor Halperin. Al final de su carrera actuó en Glen o Glenda (1953), La novia del monstruo (1955) y Plan 9 del espacio exterior (1959) del autodenominado peor director de la historia: Ed Wood. 
En cuanto a Boris Karloff, ha interpretado al monstruo de Frankenstein en Frankenstein, La novia de Frankenstein y Son of Frankenstein, a la momia en La momia, a Fu Manchú en La máscara de Fu Manchú (1932) de Charles Brabin y otros papeles en El caserón de las sombras, The Sea Bat (1930) de Wesley Ruggles, Los muertos andan (1936) de Michael Curtiz y El terror (1963) de Roger Corman.
Por último, Lon Chaney Jr.  ha interpretado al hombre lobo en El hombre lobo, Frankenstein y el hombre lobo, House of Frankenstein, La mansión de Drácula y Abbott and Costello Meet Frankenstein, así como al monstruo de Frankenstein en El fantasma de Frankenstein, al conde Drácula en Son of Dracula, a la momia en La tumba de la momia, El fantasma de la momia y La maldición de la momia y otros papeles en The Haunted Palace (1963) de Roger Corman. Otros actores no tan icónicos pero destacables son John Carradine (el conde Drácula en House of Frankenstein y La mansión de Drácula) y Glenn Strange (monstruo de Frankenstein en House of Frankenstein, La mansión de Drácula y Abbott and Costello Meet Frankenstein).
No solo la Universal cultivó el cine de terror en los Estados Unidos. La RKO Radio Pictures realizó importantes cintas de terror: King Kong (1933) de Merian C. Cooper y Ernest B. Schoedsack, la mencionada El castillo de los misterios, Cat People (1942), The Leopard Man (1943) y Yo anduve con un zombie (1943) de Jacques Tourneur o The Thing from Another World (1951) de Christian Nyby. También algunas películas interesantes pertenecen a MGM, Monogram Pictures o a Paramount Pictures.

## Cine de terror británico
En los años 50, los monstruos clásicos como Frankenstein, Drácula o la momia estaban en decadencia y eran sustituidos por el llamado cine de terror de la Guerra Fría: ciencia ficción, aliens, mutaciones radioactivas e invasiones catastróficas y apocalípticas. Si bien hubo alguna excepción como House of Wax (1953) de André de Toth (remake de Los crímenes del museo (1933) de Michael Curtiz) protagonizada por Vincent Price, en general todo indicaba a pensar que las monster movies góticas eran un subgénero acabado. La productora británica Hammer Productions, fundada en 1934 por James Carreras, inició su tendencia hacia el terror en 1955 con una película de ciencia ficción: El experimento del doctor Quatermass de Val Guest, si bien no fue hasta 1957 con La maldición de Frankenstein de Terence Fisher cuando empezaron a revivir a los monstruos míticos. Gran Bretaña no perdió la virginidad en cine de horror con la Hammer Productions, el país ya había abrazado el género en muchas películas, entre ellas: Sweeney Todd: El barbero diabólico de la calle Fleet (1936) de George King; Al morir la noche (1945) de Robert Hamer, Charles Crichton, Basil Dearden y Alberto Cavalcanti; La dama blanca (Reina de espadas) (1949) de Thorold Dickinson y La noche del demonio (1957) de Jacques Tourneur. Influenciada por la Universal Pictures y algo más explícita que ésta, debido en parte al uso del color, la Hammer Productions nos legó una serie de magníficas películas, donde destacan las estrellas Peter Cushing y Christopher Lee, interpretando normalmente a protagonista y antagonista respectivamente. Gran parte de las películas de la productora británica son:
- El experimento del doctor Quatermass (1955) de Val Guest
- Quatermass 2 (1957) de Val Guest
- El abominable hombre de las nieves (1957) de Val Guest
- La maldición de Frankenstein (1957) de Terence Fisher
- The Revenge of Frankenstein (1958) de Terence Fisher
- Drácula (1958) de Terence Fisher
- El sabueso de los Baskerville (1959) de Terence Fisher
- El hombre que podía engañar a la muerte (1959) de Terence Fisher
- La momia (1959) de Terence Fisher
- Las novias de Drácula (1960) de Terence Fisher
- Las dos caras del Dr. Jekyll (1960) de Terence Fisher
- La maldición del hombre lobo (1961) de Terence Fisher
- El fantasma de la ópera (1962) de Terence Fisher
- Vampire's Kiss (1963) de Don Sharp
- Nightmare (1964) de Freddie Francis
- The Gorgon (1964) de Terence Fisher
- The Evil of Frankenstein (1964) de Freddie Francis
- La maldición de la momia (1964) de Michael Carreras
- Dracula: Prince of Darkness (1966) de Terence Fisher
- La maldición de los zombies (1966) de John Gilling
- Quatermass and the Pit (1967) de Roy Ward Baker
- Frankenstein Created Woman (1967) de Terence Fisher
- The Mummy's Shroud (1967) de John Gilling
- The Devil Rides Out (1968) de Terence Fisher
- Drácula vuelve de la tumba (1968) de Freddie Francis
- Frankenstein Must Be Destroyed (1969) de Terence Fisher
- Taste the blood of Dracula (1970) de Peter Sasdy
- El horror de Frankenstein (1970) de Jimmy Sangster
- Las cicatrices de Drácula (1970) de Roy Ward Baker
- The Vampire Lovers (1970) de Roy Ward Baker
- Dr. Jekyll and Sister Hyde (1971) de Roy Ward Baker
- Lust for a Vampire (1971) de Jimmy Sangster
- Blood from the Mummy's Tomb (1971) de Seth Holt y Michael Carreras
- Las manos del destripador (1971) Peter Sasdy
- Dracula AD 1972 (1972) de Alan Gibson
- The Satanic Rites of Dracula (1973) de Alan Gibson
- Frankenstein y el monstruo del infierno (1974) de Terence Fisher

Claramente podemos observar que los directores más recurrentes en las horror movies de la Hammer Productions son Terence Fisher, Roy Ward Baker y Freddie Francis, pero es necesario saber que estos dos últimos no solo trabajaron para la Hammer, también realizaron películas para otra productora inglesa especializada en el género: la Amicus Productions. Freddie Francis realizaría para esta productora: Dr. Terror's House of Horrors (1965), La maldición de la calavera (1965), The Psychopath (1966), Picadura mortal (1967), Invasores del otro mundo (1967), Torture Garden (1967) y Tales from the Crypt (1972); mientras que Roy Ward Baker dirigió Asylum (1972), The Vault of Horror (1973), And Now the Screaming Starts! (1973) y El club de los monstruos (1980) y al director Kevin Connor se le deben Cuentos de ultratumba (1974), The Land That Time Forgot (1975), En el corazón de la Tierra (1976) y Viaje al mundo perdido (1977). Por último, en lo que a cine de terror británico se refiere no estaría de más mencionar la productora Anglo Amalgamated y la película de la British Lion Film Corporation: The Wicker Man (1973) de Robin Hardy.

## Cine de vampiros y de hombres lobo
En una época más contemporánea, los clásicos vampiros y hombres lobos se han mantenido más o menos vigentes en las pantallas de cine, aunque apartándose normalmente del estilo gótico clásico. Lo demuestran películas como las británicas The Fearless Vampire Killers (1967) de Roman Polanski y El ansia (1983) de Tony Scott; Noche de miedo (1985) de Tom Holland; The Lost Boys (1987) de Joel Schumacher; Drácula, de Bram Stoker (1992) de Francis Ford Coppola; la mexicana La invención de Cronos (1993) de Guillermo del Toro; Entrevista con el vampiro (1994) de Neil Jordan; From Dusk Till Dawn (1996) de Robert Rodriguez; Vampiros (1998) de John Carpenter; las suecas Låt den rätte komma in (2008) de Tomas Alfredson y Vampyrer (Not Like Others) de Peter Pontikis, del mismo año; la coreana Thirst (2009) de Park Chan-Wook; Yo fui un hombre lobo adolescente (1957) de Gene Fowler; la británica La leyenda de la bestia (1975) de Freddie Francis; Un hombre lobo americano en Londres (1981) de John Landis; Aullidos (1981) de Joe Dante; la británica The Company of Wolves (1984) de Neil Jordan; Silver Bullet (1985) de Dan Attias (basada en la obra El ciclo del hombre lobo de Stephen King); la canadiense Ginger Snaps (2000) de John Fawcett; la británica Dog Soldiers (2002) de Neil Marshall y algunas paródicas como la película blaxploitation Drácula negro (1972) de William Crain; la hispano-cubana Vampiros en La Habana (1985) de Juan Padrón; Un vampiro suelto en Brooklyn (1995) de Wes Craven; Dracula: Dead and Loving It (1995) de Mel Brooks y Teen Wolf (1985) de Rod Daniel. En la misma línea que Drácula, de Bram Stoker, encontraríamos otra nueva versión de un mito importante: Frankenstein de Mary Shelley (1994) de Kenneth Branagh con el propio Branagh interpretando al doctor Victor Frankenstein y a Robert De Niro como el monstruo. Por último, en 2020, Leigh Whannell resucitaría a un monstruo clásico olvidado en El hombre invisible, dándole una interesante vuelta de tuerca.

## Cine catastrófico, ciencia ficción y extraterrestres
El cine de terror de ciencia ficción, muchas veces ligado al cine catastrófico o apocalíptico o al cine de extraterrestres, se puso de moda en los 50, y (dejando de lado las películas de la Universal Pictures ya vistas, dirigidas por Jack Arnold, entre otros) una de sus principales figuras fue Roger Corman, director de serie B (películas de bajo presupuesto) especializado en la adaptación, libre y colorista, de relatos de Edgar Allan Poe: La caída de la casa Usher (1960), Pit and the Pendulum (1961), La obsesión (1962), Tales of Terror (1962), El cuervo (1963), La máscara de la muerte roja (1964) y La tumba de Ligeia (1964); así como de una adaptación de un cuento de H.P. Lovecraft, El palacio de los espíritus y de algunas películas de serie B normalmente relacionadas con la ciencia ficción como It Conquered the World (1956), Emisario de otro mundo (1957), Attack of the Crab Monsters (1957), La mujer avispa (1959), El monstruo del mar encantado (1961) y El hombre con rayos X en los ojos (1963).

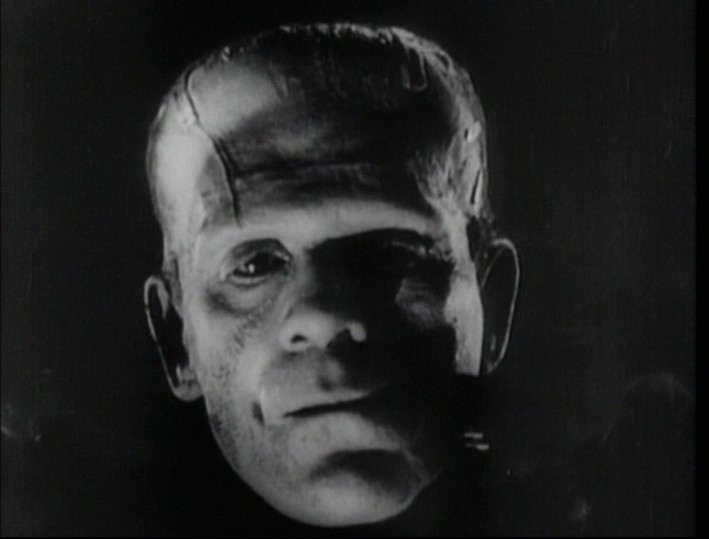
Boris Karloff en La novia de Frankenstein.

El técnico de efectos especiales Ray Harryhausen fue un personaje imprescindible en lo que al cine catastrófico y de monstruos gigantes se refiere. Influenciado por King Kong realizaría una serie de películas destacables: El gran gorila (1949) de Ernest B. Schoedsack, The Beast from 20,000 Fathoms (1953) de Eugène Lourié, It Came from Beneath the Sea (1955) de Robert Gordon, Earth vs. the Flying Saucers (1956) de Fred F. Sears, La bestia de otro planeta (1957) de Nathan Juran y la película de dinosaurios El valle de Gwangi (1969) de Jim O'Connolly.
Otras películas destacadas de la época son: The Day the Earth Stood Still (1951) de Robert Wise, La guerra de los mundos (1953) de Byron Haskin (basado en la novela homónima de H.G. Wells), Them! (1954) de Gordon Douglas y Invasion of the Body Snatchers (1956) de Don Siegel. La mixtura de terror y ciencia ficción transitada en literatura por H. P. Lovecraft, reaparece a finales de los 70 con la versión de la última cinta mencionada Invasion of the Body Snatchers (1978) de Philip Kaufman y la excelente Alien: el octavo pasajero (1979), de Ridley Scott, que narra la terrorífica lucha contra un monstruo extraterrestre indestructible a bordo de un carguero espacial. El filme dio origen a varias secuelas y crossovers. Ya a partir de los ochenta destacarían entre muchas otras The Thing (1982) del maestro del cine de terror John Carpenter; la canadiense Cube (1997) de Vincenzo Natali y Señales (2002) del indio-estadounidense M. Night Shyamalan.
Dentro del cine de terror de ciencia ficción, un director conocido como una de las tres C del cine de horror: el canadiense David Cronenberg, el rey del cine de ciencia ficción terrorífico de los ochenta. Su contribución al subgénero se constituye de The Brood (1979), Scanners (1981), la estadounidense The Dead Zone (1983), Videodrome (1983), la estadounidense La mosca (1986) (remake de una película homónima de 1958, dirigida por Kurt Neumann) y Naked Lunch (1991).
Fenómeno digno de estudio es la filmografía catastrofista y apocalíptica japonesa, que surgió en los años 50, 60 y 70 con motivo de la llamada Guerra Fría, especialmente las películas kaiju (monstruo gigante). Gojira/Godzilla (1954) y Mothra (1961), del director y especialista en el subgénero Ishiro Honda y Gamera (1965) de Noriaki Yuasa y todas sus numerosas secuelas y crossovers constituyen lo más representativo del subgénero japonés. Es interesante mencionar la película Pacific Rim (2013), donde el mexicano Guillermo del Toro hace un homenaje al subgénero kaiju. Fruto del cine relacionado por la paranoia nuclear y las invasiones surge en 1968, la película La noche de los muertos vivientes, película con la que aportó la temática de los "zombis", todo un subgénero, creado por el fallecido director de la cinta: George A. Romero. Los zombis, al igual que el hombre lobo, dentro de la categoría de los no-muertos, como los vampiros, forman parte de la tradición folklórica y las leyendas populares más antiguas, pero no fueron demasiado frecuentados por los autores románticos. El terror contemporáneo, en cambio, tanto en literatura como en cine, aborda a los zombis sin el menor matiz romántico, procurando lograr en el lector o espectador, por medio de la cruda expresión de su monstruosidad exangüe y caníbal, un efecto de terror puro, ancestral (véase Cine de zombis).

## Cine de terror paranormal
No hay que olvidarse de un subgénero del cine de terror, puede que sin una época dorada o de explotación, pero sí de una gran vigencia durante muchas décadas y, de hecho algunos grandes hitos del cine de terror pertenecen a esta vertiente. Se trata del cine paranormal, ya sea de entes, fantasmas, demonios, o simplemente hechos paranormales, muchas veces tratado desde el realismo, ya que es frecuente jugar con el escepticismo de los personajes. A diferencia del cine de asesinos en serie o del cine de zombis, suele alejarse de la violencia y el horror visual para centrarse más en el terror a lo desconocido, ya que muchas veces la fuerza maligna de estas películas no suele ser visible o sólo lo es en momentos determinados o cuando invaden el cuerpo de algún personaje inocente, en el caso de los demonios. A pesar de lo comercial que pueda resultar el cine de terror más visceral, desde los años 1960 (época del nacimiento del cine gore, del cine de zombis moderno y de las primeras bases del slasher) hasta la actualidad, hay multitud de ejemplos de películas que se clasifican más en este subgénero del terror que muchos llaman terror psicológico: las británicas The Innocents (1961) de Jack Clayton (sobre The Turn of the Screw de Henry James) y The Haunting (1963) de Robert Wise (sobre The Haunting of Hill House de Shirley Jackson); Carnival of Souls (1962) de Herk Harvey; Rosemary's Baby (1968) de Roman Polanski; la belga La terrorífica noche del demonio (1971) de Jean Brismée; la británica La leyenda de la casa del infierno (1973) de John Hough; El exorcista (1973) de William Friedkin; La profecía (1976), de Richard Donner; Carrie (1976) de Brian De Palma; The Amityville Horror (1979), de Stuart Rosenberg y su secuela Amityville II: The Possession (1982), de Damiano Damiani; El resplandor (1980) de Stanley Kubrick (basada en la novela homónima de Stephen King); la canadiense The Changeling (1980) de Peter Medak; El ente (1981) de Sidney J. Furie; Poltergeist (1982) del fallecido Tobe Hooper; la cómica House (1986) de Steve Miner; Pet Sematary (1989) de Mary Lambert (basada en la novela homónima de Stephen King); The Sixth Sense (1999) y Devil (2010) de M. Night Shyamalan; lanzada con astucia por Internet, The Blair Witch Project (1999), de los jóvenes Daniel Myrick y Eduardo Sánchez (película que popularizó el llamado el género falso documental); las hispano-mexicanas El espinazo del diablo (2001) y El laberinto del fauno (2006) de Guillermo del Toro; las españolas Los otros (2001) de Alejandro Amenábar y El orfanato (2007) de Juan Antonio Bayona; El exorcismo de Emily Rose (2005) de Scott Derrickson; 1408 (2007) del sueco Mikael Hafström (basado en un relato corto homónimo de Stephen King); Paranormal Activity (2007) de Oren Peli; Insidious (2010) y The Conjuring (2013) del especialista en el género James Wan; It Follows (2014) de David Robert Mitchell; Líbranos del mal (2014) de Scott Derrickson; la australiana The Babadook (2014) de Jennifer Kent y The Witch (2015) de Robert Eggers, entre muchas otras.
Hay otras películas muy difíciles de clasificar, aunque, ya sea por temática, estilo, estructura o ambientación, el subgénero más adecuado en el que se deben clasificar (si se deben clasificar) es en este. Se trata de los casos, por ejemplo de: la británica Repulsión (1965) y la francesa Le locataire (1976) del polaco Roman Polanski; o de It (1990) de Tommy Lee Wallace.

## Cine de terror en Hispanoamérica
Argentina y México son los dos países iberoamericanos que más han sobresalido en el cine de terror. Aunque también es importante no olvidar la contribución de José Mojica Marins al terror brasileño con películas como: A medianoche me llevaré tu alma (1964), Esta noche poseeré tu cadáver (1967), El extraño mundo de Zé do Caixao (1968), El despertar de la bestia (1970), Exorcismo negro (1974), A Estranha Hospedaria dos Prazeres (1976), Inferno carnal (1977), Delirios de un anormal (1978) y Encarnación del demonio (2008), todas protagonizadas por él mismo. Tampoco está de más mencionar otra película brasileña: La noche del Chupacabras (2011) de Rodrigo Aragao.

#### Argentina
En cuanto a Argentina, se dice que la primera película con tintes de terror fue El hombre bestia o las aventuras del Capitán Richard (1934) de C. Z. Soprani, parece ser que inspirada en la película alemana Ramper, der tiermensch (1927) de Max Reichmann. Pero que la "primera" película enteramente de terror fue Una luz en la ventana (1942) de Manuel Romero y protagonizada por el español nacionalizado argentino Narciso Ibáñez Menta. A ésta le seguiría la crime film Historia de crímenes, del mismo año y con el mismo director y protagonista; asimismo Carlos Schlieper dirige la chilena La casa está vacía (1945) y hablando de cine chileno, no menos imprescindible es La dama de la muerte (1946), basada en la novela El club de los suicidas de Robert Louis Stevenson y dirigida por Carlos Hugo Christensen.
En los años cincuenta Román Viñoly Barreto dirige La bestia debe morir (1952) y El vampiro negro (1954); mientras que el mencionado Carlos Hugo Christensen es el responsable de Si muero antes de despertar (1952). El director nacido en Italia Mario Soffici revive a un icono de las películas de monstruos de la Universal Pictures y de la literatura gótica (Mr. Hyde) con El extraño caso del hombre y la bestia (1951). Ya en los años 1960, 70 y 80 es necesario mencionar a Emilio Vieyra que en sus películas abraza subgéneros tan variados como el vampirismo, la ciencia ficción o el cine de asesinos en serie. La argentina-estadounidense Extraña invasión (1965), Placer sangriento (1967), La bestia desnuda (1967), La venganza del sexo (1971), Sangre de vírgenes (1974) y Sucedió en el internado (1985). La mayoría de sus películas tienen bastantes dosis de erotismo, una peculiaridad muy típica de los 70 y presente también por otros países como España. Por otro lado, a Jorge Carlos García se le deben Estigma de terror (1973) y El bosque de los condenados (1974). Más recientemente podemos mencionar: La casa de las siete tumbas (1982) de Pedro Stocki y Alguien te está mirando (1988) de Horacio Maldonado y Gustavo Cova. 
Por último, destacar las numerosas comedias de terror que se han hecho en Argentina. Influenciado por las parodias de Abbott y Costello, el peruano-argentino Enrique Carreras (director del tríptico Obras maestras del terror (1960)) realiza El fantasma de la opereta (1952) y por su parte Francis Lauric nos lega Las aventuras del Capitán Piluso (1963). Después de que en los setenta, la película Los vampiros los prefieren gorditos (1974) de Gerardo Sofovich diera constancia de que aún existía la comedia de terror, en los ochenta esta vuelve a ponerse de moda y lo demuestra de nuevo Enrique Carreras con Mingo y Aníbal contra los fantasmas (1985), Mingo y Aníbal en la mansión embrujada (1986) y Galeria del terror (1987) (las dos primeras protagonizadas por el dúo cómico formado por Juan Carlos Altavista y Juan Carlos Calabró). Por último, cabe destacar dos películas cómicas de Carlos Galetini: Los mata monstruos en la mansión del terror (1987) y Charly, días de sangre (1990).

#### México
Pero indudablemente el cine de terror mexicano es el que más ha contribuido al género de terror hispanoamericano, llegando incluso a crear subgéneros propios como el cine de luchadores profesionales que hacen frente a hitos de la ficción terrorífica o el cine de terror western. Los años 30 y 40 serían la época de experimentación y consolidación del género. Muchos sitúan como la primera película de terror mexicana a La Llorona (1934) de Ramón Peón y a ésta le seguirían El fantasma del convento (1934) de Fernando de Fuentes y El baúl macabro (1936) de Miguel Zacarías. También hay que dedicarle mención aparte a Juan Bustillo Oro, que con Dos monjes (1934), El misterio del rostro pálido (1935) y Nostradamus (1937) da pie al nacimiento del cine de terror en México. A finales de los 40 la producción había disminuido, siendo representada solamente por La herencia de la Llorona (1947) de Mauricio Magdaleno.
Los años 50 y 60 cuentan con el director especializado en el género Chano Urueta que ya había tenido algún acercamiento al terror con Profanación (1933) y El signo de la muerte (1939). Pero fue a partir de los años 50 que se consolidaría como uno de los más grandes directores de cine de terror en México con La bruja (1954), El jinete sin cabeza (1957), El barón del terror (1962), La cabeza viviente (1963) e, introduciendo a los luchadores profesionales (concretamente a Crox Alvarado) en el género, La bestia magnífica (Lucha libre) (1952), a la que se sumarían en la década siguiente: Blue Demon, el demonio azul (1965), Blue Demon contra el poder satánico (1966), Blue Demon contra las diabólicas (1968) y Blue Demon contra los cerebros infernales (1968), con la estrella del cine y de la lucha libre Blue Demon, el cual cuenta con una extensa filmografía en ese ámbito. El otro gran icono, junto con Blue Demon, en lo que a cine de lucha libre se refiere, es El Santo; lo demuestran: Santo contra el cerebro del mal (1958) de Joselito Rodríguez, Santo contra los zombies (1961) de Benito Alazraki, Santo contra el rey del crimen (1962) de Federico Curiel, Santo contra las mujeres vampiro (1963) y Santo en el museo de cera (1963) de Alfonso Corona Blake, Santo vs el estrangulador (1963) de René Cardona, Santo, el Enmascarado de Plata vs la invasión de los marcianos (1966) de Alfredo B. Crevenna, Santo en el tesoro de Drácula o Santo en el tesoro de Drácula (en su versión sin censura) (1968) de René Cardona, Santo en la venganza de las mujeres vampiro (1970) de Federico Curiel y Santo en la venganza de la momia (1970) de René Cardona, entre muchas otras. También hay algunas películas en las que El Santo y Blue Demon unieron fuerzas, como por ejemplo: Santo y Blue Demon contra los monstruos (1969) de Gilberto Martínez Solares, Las bestias del terror (1972) de Alfredo B. Crevenna y del director de muchas películas de Cantinflas, Miguel M. Delgado, Santo y Blue Demon contra Drácula y el hombre lobo (1972) y Santo y Blue Demon contra el Dr. Frankenstein (1974). Otro especialista (ya fuera del cine de luchadores) en el género fue Fernando Méndez, realizador de Ladrón de cadáveres (1956), El vampiro (1957), El ataúd del vampiro (1957), Misterios de ultratumba (1959), El grito de la muerte (1959) y Los diablos del terror (1959). Otras películas de la época destacables, serían: El hombre sin rostro (1950) de Juan Bustillo Oro, El pantano de las ánimas (1956) de Rafael Baledón, La maldición de Nostradamus (1959) de Federico Curiel, La invasión de los vampiros (1961) de Miguel M. Delgado y El mundo de los vampiros (1960) de Alfonso Corona Blake.
En los años 50, 60 y 70 hay que mencionar al actor icónico del género Germán Robles que debutó en El vampiro y siguió apareciendo en El ataúd del vampiro, El castillo de los monstruos (1958) de Julián Soler, La maldición de Nostradamus, La sangre de Nostradamus (1962) de Federico Curiel y Stim Segar, El barón del terror y muchas películas más.
A finales de los 60 se estrena Hasta el viento tiene miedo (1968) de Carlos Enrique Taboada, considerado por muchos como el maestro de la época dorada del cine de terror mexicano. Su obra inaugura la década de los 70 con El libro de piedra (1969), incursiona en el slasher con Más negro que la noche (1975) y culmina su tetralogía clásica con Veneno para las hadas (1984). Su obra va desde lo sobrenatural a lo psicológico, mezclando lo cotidiano con lo extraordinario y encaminando a las nuevas generaciones hacia un estilo más crudo y violento. Los años 1970 y 80 en México están claramente influenciados por el giallo italiano y el gore y el slasher estadounidenses, siendo los nombres más representativos Juan López Moctezuma, Gilberto Martínez Solares, René Cardona Jr. y su hijo René Cardona III. Del primero hay que destacar La mansión de la locura (1973), Mary Mary, Bloody Mary (1975) y Alucarda, la hija de las tinieblas (1978). A Gilberto Martínez Solares, que ya se había adentrado en el género desde La casa del terror (1959), se le debe Satánico Pandemonium. René Cardona Jr. realizó La noche de los mil gatos (1972), Tintorera (1977), El triángulo diabólico de las Bermudas (1978) y El ataque de los pájaros (1987). Por último mencionar, por una parte, tres películas de René Cardona III: Vacaciones del terror (1988), Alaridos del terror (1991) y Colmillos: el hombre lobo (1991); y por otra, La Tía Alejandra (1979) de Arturo Ripstein y El extraño hijo del sheriff (1982) de Fernando Durán, última gran obra del terror western, subgénero representado por películas como: El pantano de las animas, El jinete sin cabeza, La cabeza de Pancho Villa (1957) de Chano Urueta, El zorro escarlata en la venganza del ahorcado (1958) de Rafael Baledón, El grito de la muerte, El pueblo fantasma (1965) de Alfredo B. Crevenna, El caballo del diablo (1975) de Federico Curiel, El látigo contra Satanás (1979) de Alfredo B. Crevenna y El jinete de la muerte (1980) de Federico Curiel; y que desapareció con la decadencia del western.
Durante los años 90 el género quedó estancado, siendo representativos solo algunos títulos: El sacristán del diablo (1992) de Jorge Luke, Sobrenatural (1996) de Daniel Gruener y Angeluz (1998) de Leopoldo Laborde. Pero ya en el siglo XXI, el terror disfrutó de adaptaciones de la maldición de La Llorona: Las lloronas (2004) de Lorena Villareal, J-ok'el de Benjamin Williams y Kilómetro 31 de Rigoberto Castañeda (ambas de 2007). También encontraríamos otros remakes o nuevas versiones como El libro de piedra (2009) de Julio César Estrada y Más negro que la noche (2014) de Henry Bedwell y alguna producción original como Ahí va el diablo (2012) de Adrián García Bogliano, Visitantes (2014) de Acán Coen y Somos lo que hay (2010) de Jorge Michel Grau.

## Cine de terror en Italia(giallo)
Aunque podemos encontrar muchos antecedentes, entre ellos, El infierno (1911) de Giuseppe de Liguoro, Francesco Bertolini y Adolfo Padovan y Rapsodia satánica (1915) de Nino Oxilia, se puede decir que el cine de terror italiano empieza a florecer con determinadas cintas de Riccardo Freda y Mario Bava. Los vampiros (1956), Caltiki, el monstruo inmortal (1959), Maciste en el infierno (1962), El horrible secreto del doctor Hichcock (1962), Lo spettro (1963) y La iguana de la lengua de fuego (1971) constituyen la mejor aportación de Riccardo Freda al género. Algunas de esas obras cuentan con la dirección de fotografía de Mario Bava, considerado como el padre del terror italiano. Los filmes de Mario Bava van desde lo sobrenatural a la ciencia ficción, lo ejemplifican: La máscara del demonio (1960), Hércules en el centro de la Tierra (1961), el tríptico Las tres caras del miedo (1963), Terror en el espacio (1965), Operazione paura (1966), El diablo se lleva a los muertos (1973) y Shock (1977). Independientemente de estas películas, a Mario Bava se le considera el creador del cine giallo por una serie de películas que consolidaron las bases de este subgénero que después sería enormemente explotado en los años 1970, gracias en gran parte al trabajo del también considerado maestro, ya no en el subgénero, sino en el cine de terror en general, Dario Argento. Antes de centrarnos en el subgénero, hay que mencionar una figura especial dentro del cine de terror italiano de los 60, el director de serie B Antonio Margheriti, realizador de: Danza macabra  (1963), El justiciero rojo (1963), Los largos cabellos de la muerte (1964), I criminali della galassia (1965), La guerra de los planetas (1966) y La horrible noche del baile de los muertos (1971), entre muchas otras. El giallo suele considerarse como un híbrido entre el suspenso y el cine de terror, ya que su trama suele girar en torno a un asesinato y la investigación y descubrimiento de la identidad del asesino, sin embargo, a diferencia del suspenso, el peso de una película giallo recae muchas veces más en lo estético y visual, destacando sobre todo la estilización de la violencia explícita, cosa muy similar a lo que hace el slasher, ya que hay que decir que el subgénero italiano fue una de las principales influencias del subgénero estadounidense. También al igual que el slasher, con el paso de los años ha mostrado una tendencia a dotar a sus asesinos (a priori, humanos) de ciertas características sobrenaturales, normalmente fuerza desproporcionada e invulnerabilidad a los ataques (incluso a veces inmortalidad). De las cuantiosas producciones italianas que se hicieron habría que destacar un puñado de ellas:
- La muchacha que sabía demasiado (1962) de Mario Bava
- Seis mujeres para el asesino (1964) de Mario Bava
- La dama del lago (1965) de Luigi Bazzoni y Franco Rossellini
- Dos menos uno, tres (1967) de Giulio Questi
- Un hacha para la luna de miel (1969) de Mario Bava
- Una sull'altra (1969) de Lucio Fulci
- Cinco muñecas para la luna de agosto (1970) de Mario Bava
- El pájaro de las plumas de cristal (1970) de Dario Argento
- L'iguana dalla lingua di fuoco (1971) de Riccardo Freda
- Bahía de sangre (1971) de Mario Bava (muy influyente en el slasher)
- El gato de las 9 colas (1971) de Dario Argento
- 4 mosche di velluto grigio (1971) de Dario Argento
- Una lucertola con la pelle di donna (1971) de Lucio Fulci
- La corta notte delle bambole di vetro (1971) de Aldo Lado
- La tarántula del vientre negro (1971) de Paolo Cavara
- Una mariposa con las alas ensangrentadas (1971) de Duccio Tessari
- La cola del escorpión (1971) de Sergio Martino
- Lo strano vizio della signora Wardh (1971) de Sergio Martino
- Vicios prohibidos (1971) de Sergio Martino
- Un lugar ideal para matar (1971) de Umberto Lenzi
- El ojo del laberinto (1972) de Mario Caiano
- La dama rossa uccide sette volte (1972) de Emilio Miraglia
- Las lágrimas de Jennifer (1972) de Giuliano Carnimeo
- Cosa avete fatto a Solange? (1972) de Massimo Dallamano
- Sette orchidee macchiate di rosso (1972) de Umberto Lenzi
- Todos los colores de la oscuridad (1972) de Sergio Martino
- Non si sevizia un Paperino (1972) de Lucio Fulci
- Detrás del silencio (1972) de Umberto Lenzi
- Don't Look Now (1973) de Nicolas Roeg
- I corpi presentano tracce di violenza carnale (1973) de Sergio Martino (muy influyente en el slasher)
- Siete muertos en el ojo del gato (1973) de Antonio Margheriti
- Il profumo della signora in nero (1974) de Francesco Barilli
- Corrupción de menores (1974) de Massimo Dallamano
- Una libélula para cada muerto (1974) de León Klimovsky (película española)
- L'assassino è costretto ad uccidere ancora (1975) de Luigi Cozzi
- Morte sospetta di una minorenne (1975) de Sergio Martino
- Profondo Rosso (1975) de Dario Argento (muy influyente en el slasher)
- La casa dalle finestre che ridono (1976) de Pupi Avati
- Siete notas en negro (1977) de Lucio Fulci
- Vestida para matar (1980) de Brian De Palma (película estadounidense)
- Tenebrae (1982) de Dario Argento

A principios de los ochenta, por la competencia del slasher estadounidense, el subgénero dejó de estar de moda. Aunque, ya sea alejándose del giallo, o permaneciendo dentro de él (si bien muchas veces al estilo slasher), varios directores han legado en la década de los ochenta cintas de terror imprescindibles. Dario Argento ya se había alejado del subgénero con la que muchos consideran su obra maestra: Suspiria (1977), con cierta unidad de estilo respecto a sus obras anteriores pero abrazando lo paranormal, como haría con la secuela Inferno (1980). Ya a mediados de los ochenta realizaría Phenomena (1985) y Opera (1987), películas de temáticas bastante similares al giallo. Ruggero Deodato, director de The House on the Edge of the Park (1980) (cine de violación y venganza) y el slasher Camping del terrore (1987), realiza en 1979 Holocausto caníbal, película mondo que utilizó la técnica del falso documental de forma magistral al servicio del terror y del gore. Deodato vuelve a tratar la temática caníbal, como ya hizo en la similar Mundo caníbal (1977). Las muertes, especialmente detalladas con morbosidad, daban la sensación de ser reales, llegando incluso a confiscarse la película y a arrestar a su director. Por otra parte, el que había realizado varias películas giallo a principios de los 70, Umberto Lenzi, también se adentró en el cine de caníbales con ¡Comidos vivos! (1980) y la película, muy comparada con la de Ruggero Deodato, Cannibal Ferox (1981). Además, Lenzi se adentraría en el cine de zombis con La invasión de los zombies atómicos (1980).
Sin embargo, el director italiano que más exploró ese terreno (claramente influenciado por las películas estadounidenses del considerado padre del cine de zombis moderno, George A. Romero) fue Lucio Fulci, con Zombi 2 (1979), Paura nella città dei morti viventi (1980), El más allá (1981) y Quella villa accanto al cimitero (1981). Su preocupación en mostrar con minucioso detalle la violencia y la destrucción del cuerpo humano y su sensibilidad por lo desagradable posicionan a Lucio Fulci como un director cuyas películas son por muchos consideradas como las más violentas jamás realizadas. Muy destacable es también su película slasher, igual de gore que sus películas de zombis, Lo squartatore di New York (1982). Muy destacable sería también el polifacético (al igual que su padre) director Lamberto Bava, hijo del mencionado Mario Bava. Sus filmes tocan los subgéneros del cine de vampiros, de zombis, paranormal, ciencia ficción y giallo-slasher. Algunas de sus películas más destacadas serían: Macabro (1980), Cuchillos en la oscuridad (1983), El devorador del océano (1984), Demonios (1985), Demonios 2 (1986), Morirás a medianoche (1986), el telefilm Efectos sobrenaturales (1987), Disturbios en el cementerio (1987), el telefilm cómico Cena con el vampiro (1988) y La máscara del demonio (1989). Por la misma época, el director Don Coscarelli inicia su pentalogía (él es director de las cuatro primeras) con Phantasm (1979).
A finales de los ochenta, Michele Soavi revitalizaría el género en Italia con su ópera prima, el slasher Aquarius (1987). A ésta le seguirían Pandemonium (1989), La secta (1991) (tercera y cuarta entrega, respectivamente, de la saga iniciada con Demonios de 1985) y Mi novia es un zombie (1994). Por otra parte, Dario Argento, siguió cultivando el género, siendo probablemente el mejor ejemplo de la supervivencia del terror italiano: lo demuestran Trauma (1993), El arte de matar (1996), El fantasma de la ópera (1998), La terza madre (2007), Giallo (2009) y Drácula 3D (2012), aunque para muchos, incluso el que fue maestro del terror en los 70 y 80, ha entrado en plena decadencia.

## Cine de terror en España (fantaterror)
El cine de terror en España sufrió durante muchas décadas la represión del ostracismo y la censura, que no dejaba florecer el que con la llegada del tardofranquismo sería uno de los más populares y rentables (a nivel internacional) géneros que existieron en el país ibérico. Hablando de antecedentes es interesante mencionar al aragonés Segundo de Chomón que realizaría en Francia grandes cortometrajes influyentes en la cinematografía mundial posterior. Excepto casos aislados como El protegido de Satán (1917) de Joan Maria Codina, Fue una pesadilla (1925) de Miguel Ballesteros, el cortometraje paródico Una de miedo (1935) de Eduardo García Maroto o la que muchos consideran la primera película de terror española La torre de los siete jorobados (1944) de Edgar Neville, el terror no maduraría en España hasta la llegada de Jesús Franco. En 1962 realiza la película que dio pie al crecimiento y consolidación del terror en España: Gritos en la noche (1962), film de asesinos en serie. Desde esa fecha hasta su fallecimiento en 2013, Franco realizaría casi dos centenares de películas, con especial predilección por el terror, el cine erótico y pornográfico y el terror erótico. Además, entre su filmografía podemos encontrar películas españolas, francesas, italianas, portuguesas, alemanas, suizas, belgas y de Liechtenstein. Algunos de sus filmes (de terror) destacados son: La mano de un hombre muerto (1962), El secreto del Dr. Orloff (1964), Succubus(Necronomicon) (1968), Fu-Manchú y el beso de la muerte (1968), El castillo de Fu-Manchú (1969), El proceso de las brujas (1970), El conde Drácula (1970) (con el icono vampírico británico Christopher Lee), Las vampiras (1970), El diabólico doctor Z (1971), El doctor Mabuse (1972), Drácula contra Frankenstein (1972), La hija de Drácula (1972), La maldición de Frankenstein (1972), Los amantes de la isla del diablo (1972), Los ojos siniestros del Doctor Orloff (1973), Al otro lado del espejo (1973), La noche de los asesinos (1976), Jack el destripador (1977), Sexo caníbal (1980), El caníbal (1980), Colegialas violadas (1981), La tumba de los muertos vivientes (1982), Gemidos de placer (1983), El siniestro doctor Orloff (1984), Los depredadores de la noche (1987), Killer Barbys (1996) y Killer Barbys vs Drácula (2003). Muchas de sus películas contaban con grandes dosis de erotismo y/o sexualidad. También merece mención aparte Narciso Ibáñez Serrador, hijo de Narciso Ibáñez Menta, al que se le deben dos películas de terror: La residencia (1969) y ¿Quién puede matar a un niño? (1976), por no hablar de su extensa contribución al género en televisión. Pero dejando de lado al director Jesús Franco y a Narciso Ibáñez Serrador, hubo una película en 1968 que podríamos decir que produjo la explosión del cine de terror español en los años 1970 (sobre todo a principios de esa década), La marca del hombre lobo (1968) de Enrique L. Eguiluz y que además inició una de las sagas más prolíficas del terror ibérico, el Hombre Lobo, interpretado por el icono más representativo del fantaterror: Paul Naschy (o Jacinto Molina Álvarez). En los 70, el cine de terror español gozaba de prestigio y taquilla internacionalmente, aunque la dictadura de Francisco Franco no mostraba aprecio a ese tipo de películas, de modo que tenían más éxito fuera de su país que en el propio. El fantaterror suele presentar grandes influencias del esteticismo de la Universal Pictures, de la Hammer Productions y de las películas giallo italianas tan explotadas en la misma época, así como del slasher estadounidense, que estaba floreciendo aún en esa época. Del giallo y el slasher adopta el gusto por un esteticismo de la violencia explícita (aunque normalmente, bastante más ligera que los subgéneros italiano y estadounidense). Además, una característica propia del fantaterror es la creciente dosis de erotismo que fueron mostrando los filmes a medida que avanzaba la década, como respuesta al progresivo debilitamiento de la censura y represión franquista. Y así, hay un grupo de películas del género en los años 1970 que merecen un estudio aparte en la historia del cine español. Las más representativas son:
- La marca del hombre lobo (1968) de Enrique L. Eguiluz
- Malenka (1969) de Amando de Ossorio
- Las crueles (1969) de Vicente Aranda
- El vampiro de la autopista (1970) de José Luis Madrid
- Los monstruos del terror (1970) de Tulio Demicheli y Hugo Fregonese
- La noche de Walpurgis (1970) de León Klimovsky
- El techo de cristal (1971) de Eloy de la Iglesia
- Dr. Jekyll y el Hombre Lobo (1971) de León Klimovsky
- Jack el destripador de Londres (1971) de José Luis Madrid
- La noche del terror ciego (1971) de Amando de Ossorio
- Pastel de sangre (1971) de José María Vallés, Emilio Martínez-Lázaro, Jaime Chávarri y Francesc Bellmunt
- La cabina (1972), telefilm de Antonio Mercero
- La mansión de la niebla (1972) de Francisco Lara Polop
- La novia ensangrentada (1972) de Vicente Aranda
- El jorobado de la morgue (1972) de Javier Aguirre
- Pánico en el Transiberiano (1972) de Eugenio Martín
- El espanto surge de la tumba (1972) de Carlos Aured
- La furia del Hombre Lobo (1972) de José María Zubalza
- La saga de los Drácula (1972) de León Klimovsky
- El gran amor del Conde Drácula (1972) de Javier Aguirre
- La semana del asesino (1972) de Eloy de la Iglesia
- Las ratas no duermen de noche (1973) de Juan Fortuny
- Una vela para el diablo (1973) de Eugenio Martín
- Los crímenes de Petiot (1973) de José Luis Madrid
- El asesino está entre los trece (1973) de Javier Aguirre
- La orgía de los muertos (1973) de José Luis Merino
- La rebelión de las muertas (1973) de León Klimovsky
- La orgía nocturna de los vampiros (1973) de León Klimovsky
- La muerte incierta (1973) de José Ramón Larraz
- Nadie oyó gritar (1973) de Eloy de la Iglesia
- Ceremonia sangrienta (1973) de Jorge Grau
- La noche de los brujos (1973) de Amando de Ossorio
- El ataque de los muertos sin ojos (1973) de Amando de Ossorio
- Los ojos azules de la muñeca rota (1973) de Carlos Aured
- El retorno de Walpurgis (1973) de Carlos Aured
- La venganza de la momia (1973) de Carlos Aured
- El mariscal del infierno (1974) de León Klimovsky
- Una libélula para cada muerto (1974) de León Klimovsky (película giallo)
- Emma, puertas oscuras (1974) de José Ramón Larraz
- Las hijas de Drácula (1974) de José Ramón Larraz
- Violación ¿y...? (1974) de José Ramón Larraz (película británica)
- El buque maldito (1974) de Amando de Ossorio
- Las garras de Lorelei (1974) de Amando de Ossorio
- No profanar el sueño de los muertos (1974) de Jorge Grau (coproducción con Italia)
- Exorcismo (1975) de Juan Bosch
- La maldición de la bestia (1975) de Miquel Iglesias
- La cruz del diablo (1975) de John Gilling
- La endemoniada (1975) de Amando de Ossorio
- La noche de las gaviotas (1975) de Amando de Ossorio

A finales de los 70 el género entró en gran decadencia, siendo sustituido por el landismo y la comedia de destape. Sin embargo, desde finales de los 70 hasta la actualidad ha gozado de una buena supervivencia, y resurgiendo con grandes éxitos internacionales a principios del siglo XXI. Analizando el cine de terror español de finales de los 70, años 80 y principios de los 90, por una parte está la carrera que siguió Paul Naschy, que se convirtió en director en Inquisición (1976), a la que le siguieron: El caminante (1979), El carnaval de las bestias (1980), El retorno del hombre lobo (1980), Latidos de pánico (1983), La bestia y la espada mágica (1983) (la primera coproducción España-Japón de la historia) y El aullido del diablo (1987). En segundo lugar encontramos la carrera de José Ramón Larraz, que ya había dirigido varias películas en la época dorada del fantaterror. En los 80, nos legó el film sobrenatural Estigma (1980), la comedia de terror La momia nacional (1981), la demoníaca Los ritos sexuales del diablo (1982) y los slashers Descanse en piezas (1987), Al filo del hacha (1988) y Deadly Manor (1990). En tercer lugar es imprescindible hablar del valenciano Juan Piquer Simón que inició su tendencia hacia el terror con Misterio en la isla de los monstruos (1981), el slasher Mil gritos tiene la noche (1982) (película que, curiosamente, el anteriormente mencionado Jesús Franco parodió pornográficamente en Mil sexos tiene la noche de 1984), la película de terror ecológico Slugs, muerte viscosa (1987), la película de ciencia ficción La grieta (1989), la sobrenatural La mansión de Cthulhu (1992) y la demoníaca La isla del diablo (1994). Por último, hay que mencionar Arrebato (1979) de Iván Zulueta, la catalana Morbus (o bon profit) (1982) de Ignasi P. Ferré (película de zombis), Angustia (1987) de Bigas Luna, Tras el cristal (1987) de Agustí Villaronga, La luna negra (1989) de Imanol Uribe y 99.9 La frecuencia del terror (1997) de Agustí Villaronga.
Hasta su fallecimiento en 2009, Jacinto Molina Álvarez siguió interpretando (que ya no dirigiendo) destacados papeles en Licántropo: El asesino de la luna llena (1996) de Francisco Rodríguez Gordillo, School Killer (2001) de Carlos Gil, Mucha sangre (2002) de Pepe de las Heras, Tomb of the Werewolf (2004) de Fred Olen Ray, Rojo sangre (2004) de Christian Molina, La herencia Valdemar (2010) de José Luis Alemán y su secuela La herencia Valdemar II: La sombra prohibida (2011), así como su última película como director, Empusa (2010) y Rottweiler (2004) de Brian Yuzna, película de la productora Fantastic Factory, creada en 2001 (y desaparecida en 2007) con la intención de producir películas de terror al estilo de la vieja escuela, estilizado y esteticista. Lo consiguieron con la mencionada película con Paul Naschy, además de: Faust: Love of the Damned (2000) de Brian Yuzna, Arachnid (2001) de Jack Sholder, Dagón, la secta del mar (2001) de Stuart Gordon, Darkness (2002) de Jaume Balagueró, Romasanta. La caza de la bestia (2003) de Paco Plaza, Beyond Re-Animator (2003) de Brian Yuzna, La monja (2005) de Luis de Madrid y Bajo aguas tranquilas (2006) de Brian Yuzna.
Volviendo unos años atrás y aparcando ya el cine de terror español a la vieja escuela, a mediados de los 90 se produjo un renacimiento del cine de terror con la película de Álex de la Iglesia: Acción mutante (1993), seguida por El día de la bestia (1995). Álex de la Iglesia aunque no se le pueda llamar un especialista en el género, está claro que tiene influencias y cuenta con secuencias que no le tienen nada que envidiar a ninguna película de terror (mencionar también: La comunidad del año 2000). Pero si alguien ha dado a conocer al mundo el cine de terror español moderno, es Alejandro Amenábar, con Tesis (1996) (que trata sobre las películas snuff), Abre los ojos (1997) y la película de fantasmas Los otros (2001). Esta última, junto con El orfanato (2007) de Juan Antonio Bayona, grandes éxitos comerciales a nivel internacional. Muy exitosas también fueron las hispano-mexicanas El espinazo del diablo (2001) y El laberinto del fauno (2006) de Guillermo del Toro y Los ojos de Julia (2010) de Guillem Morales. Mientras el cine español se decantaba por un terror más sobrenatural y menos explícito, Nacho Cerdà realiza los mediometrajes Aftermath (1994) y Génesis (1998), más explícitos, aunque en 2006 se uniría al terror sobrenatural con Los abandonados. Jaume Balagueró y Paco Plaza son considerados la nueva sangre del cine de terror español y ya lo han demostrado con grandes éxitos, el primero con: Los sin nombre (1999), Frágiles (2005), el telefilm Para entrar a vivir (2006) y Mientras duermes (2010); el segundo con: El segundo nombre (2002) y Verónica (2017) y los dos con la película de zombis Rec (2007). Por último no está de más mencionar algunas comedias de terror como las que realizó Álvaro Sáenz de Heredia: Aquí huele a muerto (1989), Aquí llega Condemor, el pecador de la pradera (1996), Brácula: Condemor II (1997) y La venganza de Ira Vamp (2010) y Sexykiller, morirás por ella (2008) de Miguel Martí.

## Eco-Terror
Este subgénero del cine de terror y del cine de explotación empezó a crear tendencia en los años 1970, si bien muchos colocan como la primera película de Eco-terror, o una de sus grandes influencias, o simplemente una película anterior a la creación del subgénero pero que comparte similitudes, a King Kong. El Eco-Terror se caracteriza por la presencia antagónica de uno o varios individuos de una especie animal no humana. Las características habituales de estos animales suelen eliminarse o si es un comportamiento agresivo natural, exagerarse. Se focaliza el miedo en un animal existente y lo intensifican con un aumento de su agresividad, un odio racional o irracional hacia la especie humana, una plaga de esa especie, modificándolo ya sea con una evolución natural o artificial o simplemente mostrando la necesidad de ese animal de alimentarse. A veces, sobre todo en los años 1970 y 80, este subgénero suele presentar elementos del cine gore y una característica muy típica del slasher que consiste en que los protagonistas del filme van muriendo a medida que avanza la cinta, quedando al final solo unos pocos supervivientes que son los que resolverán la situación, normalmente matando al animal o animales beligerantes. Algunas de las películas más conocidas y representativas de esta corriente son: The Birds (Los pájaros, 1962) de Alfred Hitchcock, Frogs (Ranas, 1972) de George McCowan, Jaws (Tiburón, 1975) de Steven Spielberg, Orca The Killer Whale (Orca, la ballena asesina, 1977) de Michael Anderson, Piraña (1978) de Joe Dante, Alligator (1980) de Lewis Teague, Cujo (1983) de Lewis Teague (basada en la novela homónima de Stephen King), la nombrada película italiana Shark: Rosso nell'oceano, la nombrada película española Slugs, muerte viscosa, Anaconda (1997) del peruano Luis Llosa, Lake Placid (1999) de Steve Miner, Ovejas asesinas (2006) de Jonathan King y Sharknado (2013) de Anthony C. Ferrante, entre muchas otras.

## Cine de psicópatas/Slasher: Florecimiento, explosión, decadencia y resurgimiento

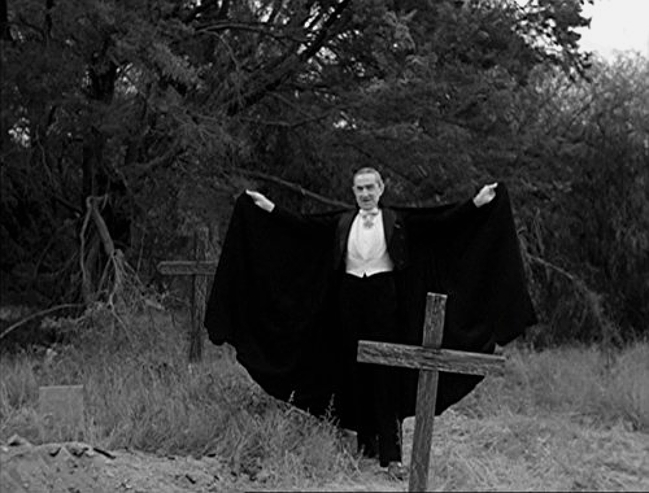
Béla Lugosi como Drácula en una escena de Plan 9 del espacio exterior (1959).

El slasher no nació de un día para otro, incluso podemos encontrar claros referentes y similitudes en muchas películas anteriores a los años 1960, pero, ya que si intentamos averiguar todos los antecedentes no acabaríamos nunca. Vamos a situar su nacimiento sobre dos pilares fundamentales, que muchos consideran las primeras películas slasher. Se trata de la británica Peeping Tom (1960) de Michael Powell y Psycho (1960) de Alfred Hitchcock. Estas dos películas crearon tendencia y consolidaron algunas de las características típicas de este subgénero, por ejemplo, la importancia de la figura del asesino (plano subjetivo desde el punto de vista de él mismo) o la estilización de las armas blancas como instrumento predilecto del asesino psicópata. También hay claros referentes en el cine gore surgido en los 60 de la mano de Herschell Gordon Lewis y en el cine giallo de Mario Bava, Dario Argento y Sergio Martino (entre otros). De estos, recoge la incertidumbre de la identidad del asesino (a veces con el rostro oculto por una máscara, fenómeno masivamente popularizado en los 80), la violencia explícita (estilización de la sangre y las muertes) y el elemento sexual asignado a personajes jóvenes que muchas veces son los protagonistas de este tipo de cine (así como su relación con las drogas). De hecho, la combinación de drogas, sexo y asesinatos es una técnica muy usada por el género exploitation, que solía explotar estos tres elementos por su rentabilidad y por su aire de renovación y rebeldía hacia un cine regido por una sociedad más tradicional y censora. De este modo, a lo largo de los años 1960 y 70 se creó una tendencia hacia lo que sería el slasher con la llegada de los 80 y por lo tanto encontramos alguno que otro film perfectamente clasificable en el subgénero. Es el caso de algunas películas no muy conocidas como: Silent Night, Bloody Night  de Theodore Gershuny (1972), Scream Bloody Murder (1973) de Marc B. Ray, The Town that Dreaded Sundown (1976) de Charles B. Pierce y Alice, Sweet Alice (1976) de Alfred Sole y de otras más populares como Dementia 13 (1963) de Francis Ford Coppola, la canadiense Black Christmas (1974) de Bob Clark o The Toolbox Murders (1978) de Dennis Donnelly, pero sobre todo de The Texas Chain Saw Massacre (1974) de Tobe Hooper.
En un apartado de cine slasher no puede faltar la figura de John Carpenter, realizador de la película que muchos consideran un antes y un después en el subgénero slasher y muchos otros como la primera película verdaderamente slasher, Halloween (1978). Esta película presenta a un asesino demente que lleva una máscara blanca y acecha a unas jóvenes extrovertidas, siendo la introvertida la heroína. Posteriormente haría La niebla (1980), una nueva versión de La cosa (1982), Christine (1983) (basada en la novela homónima de Stephen King), El príncipe de las tinieblas (1987), El pueblo de los malditos (1995) (remake de la película homónima de 1960), En la boca del miedo (1995), Vampiros (1998), Ghosts of Mars (2001) y The Ward (2010). 
El otro gran director del cine de terror moderno es Wes Craven. Su debut lo realizó con La última casa a la izquierda (1972), película muy polémica por su violencia explícita y que es nombrada como referente del nuevo cine de terror, más enfocado en lo visual y en el miedo al daño y la destrucción física. Otro hito influyente en el cine de terror y en el slasher fue The Hills Have Eyes (1977), que contó con una secuela dirigida por él mismo. Es director además de la adaptación del comic de horror Swamp Thing (1982). Con A Nightmare on Elm Street (1984) revitalizaría el género slasher dándole a los crímenes un sentido surrealista. También dirigió los telefilms Invitation to Hell (1984) y Chiller (1985), las películas Deadly Friend (1986), Shocker, 100.000 voltios de terror (1989), el telefilm Visiones nocturnas (1990) y El sótano del miedo (1991), entre otras.
Personajes icónicos del slasher son Norman Bates, de Psicosis, parcialmente consciente de sus actos, presenta una doble personalidad, siendo la segunda (la de su madre) la que comete los asesinatos, mientras él es reacio a sus actos violentos y con voluntad de solucionarlos para ser una persona socialmente aceptable; Leatherface de The Texas Chainsaw Massacre, con el rostro oculto por una máscara hecha de piel humana y armado con una motosierra, sufre alguna deficiencia mental y es muy influenciado por su familia, cree que lo que está haciendo está bien porque su familia se lo ordena; Michael Myers de Halloween se presenta físicamente como un hombre alto uniformado con un traje de mecánico y el rostro cubierto con una máscara blanca de hule, posee una fuerza descomunal e invulnerabilidad a los ataques (o prácticamente, inmortalidad); usa normalmente un gran cuchillo de cocina, no habla, es inteligente para matar a sus víctimas pero no presenta conciencia sobre lo que está haciendo, se mueve por instinto, su misión es matar y no se plantea el porqué. Este personaje se consolidaría con las exitosas y numerosas secuelas como un villano al nivel del monstruo de Frankenstein o Drácula. Jason Voorhees, de Friday The 13th (1980) de Sean S. Cunningham (película que provocó en gran parte la explosión del slasher y que popularizó de forma definitiva los tópicos del subgénero), asesino de tamaño enorme, inmortal, enmascarado con una máscara de hockey y armado con un machete, vive en un bosque cerca de un lago y unas cabañas y mata a cualquiera que se adentre en el bosque, asesino silente al igual que Michael Myers, no presenta conciencia alguna sobre sus actos ni de los conceptos Bien y Mal. En contraposición a los asesinos silentes como Michael Myers o Jason Voorhees encontramos a Freddy Krueger (interpretado siempre (excepto en la versión) por el actor especialista en el género Robert Englund), y a Chucky, de Child's Play (1988) de Tom Holland, sádicos y perfectamente conscientes de sus actos, el primero con la cara quemada, vestido con un sombrero y un jersey navideño y armado con un guante con cuchillas, el segundo, un muñeco poseído por un asesino en serie sin arma predilecta; no matan por instinto sino por placer.
Las características principales del filme slasher suelen ser: un psicópata (muchas veces enmascarado) y normalmente con arma blanca asesina a determinados jóvenes aislados que están envueltos en drogas y sexo, sobreviviendo normalmente solo la llamada final girl, que suele ser la más inocente. Los adultos (padres, profesores o policías) muchas veces presentan un papel de salvadores de los jóvenes y suelen morir rápidamente para intensificar la tensión, ya que la única salvación que tenían los jóvenes ha sido inevitablemente asesinada. Hay que decir que con la llegada de la decadencia del subgénero y en la actualidad los tópicos del slasher se han diluido, existiendo muchas películas con influencias importantes y algunas claves pero abandonando otros tópicos de este. Sin embargo, la explosión iniciada con Halloween e impulsada con Friday The 13th, debe ser digna de estudio, ya que gozó de una popularidad, taquilla, influencias y en algunos casos calidad artística importantes. Algunos de los slashers más populares son (sin contar las secuelas):
- Peeping Tom (1960) de Michael Powell
- Psicosis (1960) de Alfred Hitchcock
- The Texas Chain Saw Massacre (1974) de Tobe Hooper
- Alice, Sweet Alice (1976) de Alfred Sole
- Terror al anochecer (1976) de Charles B. Pierce
- The Toolbox Murders (1978) de Dennis Donnelly
- Halloween (1978) de John Carpenter
- Friday the 13th (1980) de Sean S. Cunningham
- Maníac (1980) de William Lustig
- The Burning (1981) de Tony Maylam
- El asesino de Rosemary (1981) de Joseph Zito
- Student Bodies (1981) de Mickey Rose y Michael Ritchie
- Madman (1981) de Joe Giannone
- The Slumber Party Massacre (1982) de Amy Holden Jones
- Sleepaway Camp (1983) de Robert Hiltzik
- The House on Sorority Row (1983) de Mark Rosman
- Silent Night, Deadly Night (1984) de Charles E. Sellier Jr.
- A Nightmare on Elm Street (1984) de Wes Craven
- April Fool's Day (1986) de Fred Walton
- Henry: Portrait of a Serial Killer (1986) de John McNaughton
- la británica Hellraiser (1987) de Clive Barker
- Child's Play (1988) de Tom Holland
- Killer Klowns from Outer Space (1988) de Stephen Chiodo
- Maniac Cop (1988) de William Lustig
- la neerlandesa Amsterdamned (1988) de Dick Maas
- IT (1990) de Tommy Lee Wallace
- Candyman (1992) de Bernard Rose

y las canadienses:
- Black Christmas (1974) de Bob Clark
- Prom Night (1980) de Paul Lynch
- Terror Train (1980) de Roger Spottiswoode
- My Bloody Valentine (1981) de George Mihalka
- Happy Birthday to Me (1981) de J. Lee Thompson
- Cortinas (1982) de Richard Ciupka
- Visiting Hours (1982) de Jean-Claude Lord

A finales de los ochenta los filmes slasher ya no eran tan rentables y su producción disminuyó. Además, muchas películas se anunciaban como películas slasher pero se alejaban mucho del subgénero, como es el caso de Henry: Portrait of a Serial Killer, Hellraiser, Child's Play o Candyman. Asimismo existen varias películas que se alejan aún más del slasher, incluso del género de terror, pero marcadas por una época donde dominaba el cine de psicópatas, es el caso de Frenesí (1972) de Alfred Hitchcock, Misery (1990) de Rob Reiner, The Silence of the Lambs (1991) de Jonathan Demme, Seven (1995) de David Fincher y la austríaca Funny Games (1997) de Michael Haneke, que contó con una versión estadounidense homónimo en 2007, del mismo director.
Ya a mediados de los 90, el slasher se limitaba a esporádicas secuelas de los asesinos míticos (Jason Voorhees, Michael Myers y Freddy Krueger), consideradas por muchos críticos de muy baja calidad. Todo indicaba a pensar que los psicópatas que abarrotaron salas en los ochenta eran cosa del pasado. Hasta que en 1996, Kevin Williamson escribió el guion de una película que dirigiría Wes Craven: Scream. Esta película revivió y renovó el subgénero, jugando con la autorreferencia y la autoconciencia, ya que, por primera vez, los protagonistas de la película, saben de la existencia del subgénero y de sus tópicos y aparece un asesino enmascarado que intenta imitar ese tipo de películas. Kevin Williamson volvió a escribir el guion de un slasher más convencional Sé lo que hicistéis el último verano (1997) de Jim Gillespie. A estas dos, les siguieron Leyenda urbana (1998) de Jamie Blanks, Cherry Falls (2000) de Geoffrey Wright y Valentine (2001). El slasher consiguió ser un subgénero que traspasó sus propios tópicos, existiendo películas que rompen con tópicos imprescindibles del slasher pero a la vez tienen claras influencias en este. Es el caso de Destino final (2000) de James Wong y Cabin Fever (2002) del especialista en el género Eli Roth. Roth volvería a llevar el terror a las pantallas con películas de eclécticas influencias como Hostel (2005), Hostel: Part II (2007) o The Green Inferno (2013) (remake de Holocausto Caníbal). Imprescindible mencionar también la saga iniciada con Saw (2004) de James Wan, las británicas The Descent (2005) de Neil Marshall y Eden Lake (2008) de James Watkins, las películas de Rob Zombie: House of 1000 Corpses (2003), su secuela The Devil's Rejects (2005) y The Lords of Salem (2012). Asimismo, el director de Leyenda urbana, Jamie Blanks realiza las australianas Aviso de tormenta (2007) y Long Weekend (2008) (remake de la también australiana Largo fin de semana (1978) de Colin Eggleston); y hablando de cine australiano es interesante mencionar también a Wolf Creek (2005) de Greg McLean.
Una fuerte tendencia de principios de siglo, es la realización de remakes de clásicos del slasher, fenómeno extendido a todo el cine de terror. Encontramos los casos de Psicosis (1998) de Gus Van Sant, Campamento sangriento (2000) de Ralph E. Portillo, The Texas Chainsaw Massacre (2003) de Marcus Nispel, Wrong Turn (2003) de Rob Schmidt, La masacre de Toolbox (2004) de Tobe Hooper, The Hills Have Eyes (2006) de Alexandre Aja, When a Stranger Calls (2006) de Simon West, la canadiense Black Christmas (2006) de Glen Morgan, Halloween (2007) de Rob Zombie, la canadiense Prom Night (2008) de Nelson McCormick, April Fool's Day (2008) de Mitchell Altieri, Viernes 13 (2009) de Marcus Nispel, Sorority Row (2009) de Sterward Hendler, My Bloody Valentine (2009) de Patrick Lussier, Children of the Corn (2009) de Donald P. Borchers, The Last House on the Left (2009) de Dennis Iliadis, A Nightmare on Elm Street (2010) de Samuel Bayer, Maniac (2012) de Franck Khalfoun, Silent Night, Deadly Night (2012) de Steven C. Miller, La maldición de Chucky (2013) de Don Mancini, Muñeco diabólico (2019), de Lars Klevberg.
Por otra parte, en el siglo XXI, encontramos algunos slashers originales como la española El arte de morir (2000) de Álvaro Fernández Armero, Detrás de la máscara: El ascenso de Leslie Vernon (2006) de Scott Glosserman, la franquicia de Hatchet (2006) de Adam Green, la noruega Fritt vilt (2006), el híbrido slasher-carsploitation Death Proof (2007) de Quentin Tarantino, The Midnight Meat Train (2008) de Ryuhei Kitamura, Colinas sangrientas (2009) de Dave Parker, Laid to Rest (2009) de Robert Hall, The Collector (2009) de Marcus Dunstan, la paródica canadiense Tucker & Dale vs Evil (2010), la mumblecore You're Next (2011) de Adam Wingard, Kristy (2014), de Oliver Blackburn, Hush (2016), de Mike Flanagan, Tragedy girls (2017), de Tyler MacIntyre, Feliz día de tu muerte (2017), de Christopher Landon, Igual eres el asesino (2018), de Brett Simmons, La casa del terror (2019), de Scott Beck y Bryan Woods. 
También cabe mencionar la existencia de dos grandes tendencias slasher en el siglo XXI, obviando una continua producción de slashers de serie B. Por una parte, es imprescindible mencionar el subgénero meta-slasher que, bebiendo de los presupuestos de Scream, ha dado cintas interesantes como Castigo sangriento (2011) de Joseph Khan, The Cabin in the Woods (2012) de Drew Goddard o Las últimas supervivientes (2015) de Todd Strauss-Schulson. Por otro lado, puede subrayarse la asimilación del discurso feminista por parte del género en cintas como el segundo remake de Navidad sangrienta (2019), de Sophia Takal, Hay alguien en tu casa (2021), de Patrick Brice, o las trilogías de La calle del terror (2021), de Leigh Janiak y Halloween (2018-2022), esta última de la mano de David Gordon Green. El retorno de la franquicia de Halloween ha consolidado la vigencia actual del slasher recuperando el mítico personaje de Laurie Strode, interpretado de nuevo por Jamie Lee Curtis, y motivando a su vez el regreso de una nueva entrega de Scream, dirigida por Matt Bettinelli-Olpin y Tyler Gillett, que trae también de vuelta al trío original de actores Neve Campbell, Courtney Cox y David Arquette.

## Cine de zombis
El cine de zombis cuenta con una amplia representación de películas a lo largo de la historia. Su requisito fundamental es la presencia de los zombis y la lucha de los protagonistas contra estos. Se dice que la primera película de zombis fue La legión de los muertos sin alma (1932) de Victor Halperin. Esta película recogía los tópicos que definirían el cine de zombis hasta la llegada de George A. Romero: un villano posee una legión de zombis que trabajan para él y que son su instrumento para sus siniestras intenciones, dicho villano muchas veces es un doctor nazi, un científico loco o incluso extraterrestres. A la película de Victor Halperin le seguirían: Los muertos andan (1936) de Michael Curtiz, Yo anduve con un zombie (1943) de Jacques Tourneur, La venganza de los zombies (1943) de Steve Sekeley, Invasores invisibles (1959) de Edward L. Cahn, Plan 9 del espacio exterior (1959) de Ed Wood y La plaga de los zombies (1966) de John Gilling.
En 1968, George A. Romero realiza la obra maestra independiente La noche de los muertos vivientes. En blanco y negro, con un presupuesto minúsculo y actores amateurs, creó y consolidó los nuevos tópicos del cine de zombis, presentes hoy en día. El subgénero, a partir de 1968, se definiría como películas apocalípticas, en donde el fenómeno zombi deja de ser un problema de una región específica como lo solía ser antaño, para ser una plaga global de la que depende la extinción de la humanidad. Además, nadie controla a los muertos vivientes, son seres sin raciocinio cuya única misión es alimentarse ininterrumpidamente. Individualmente no suelen ser problema, su peligro no reside en su inteligencia, sino en su número y en su voracidad. Por último, uno de los rasgos que más diferencia al cine de zombis moderno del clásico es el gore. La manera en que los zombis tienen de atacar a los humanos (comiéndoselos) ha dado pie a que muchos directores muestren (a veces de forma muy explícita) la alimentación de los zombis, aprovechándose así del potencial económico y artístico del horror explícito. El propio director de La noche de los muertos vivientes, volvió a tratar la temática en: Zombi (1978), El día de los muertos (1985), La tierra de los muertos vivientes (2005), El diario de los muertos (2007) y La resistencia de los muertos (2009), películas con una clara preocupación por el análisis sociológico y que se centran tanto o más en el comportamiento de los supervivientes y en sus enfrentamientos y diferencias que en la invasión. Asimismo, Romero se alejaría del cine de zombis pero se mantendría en el cine de terror en películas como: The crazies (1973), Martin (1977), Creepshow (1982), Los ojos del diablo (1990) (junto con Dario Argento), La mitad oscura (1993) y El rostro de la venganza (Buried) (2000).
Dejando de lado algunas películas de zombis de la vieja escuela, como Ondas de choque (1977) de Ken Wiederhorn y La serpiente y el arco iris (1988) de Wes Craven, en general, las películas de zombis más populares posteriores al 1968, siguen los patrones inaugurados por George A. Romero. Es el caso de: El último hombre... vivo (1971) de Boris Sagal, la canadiense Vinieron de dentro de... (1975) de David Cronenberg, Re-animator (1985) de Stuart Gordon (director de Re-sonator (1986) y Un castillo alucinante (1995)) y su secuela La novia de Re-animator (1990) de Brian Yuzna y El regreso de los muertos vivientes (1985) de Dan O'Bannon y sus secuelas.
El cine de zombis tuvo una popularidad global. Muy destacable es la aportación de Italia al subgénero, sobre todo a principios de los 80, como ya hemos visto en las películas de Umberto Lenzi y Lucio Fulci. Bruno Mattei, realizador de muchas películas de terror, entre ellas: SS Campo de sexo y violencia (1977), Terror en el convento (1980), Año 225, después del apocalipsis (1984), Ojos sin cara (1994) y En la tierra de los caníbales (2003); realiza en 1980 Apocalipsis Caníbal. Por otro lado, Andrea Bianchi, director de la británica Diabólica malicia (1972) y Desnuda ante el asesino (1975); realiza en 1981 La noche del terror. Asimismo Joe D'Amato, director de numerosas películas de terror, entre las que destaca La muerte sonríe al asesino (1973), Emanuelle y los últimos caníbales (1977), Demencia (Buio Omega) (1979), Gomia, terror en el Mar Egeo (1980), Terror sin límite (1981) y Orgasmo negro (1982); realiza en 1980 Las noches eróticas de los muertos vivientes. Por último hay que mencionar la película Zombi Holocausto (1980) de Marino Girolami. En cuanto a Francia, también aportó la temática zombi, sobre todo de la mano del especialista en el género Jean Rollin. Dos de sus películas más destacadas del subgénero son El lago de los muertos vivientes (1981) y La muerta viviente (1982). España ya hemos visto que se adentró en no pocas ocasiones en el subgénero (los filmes de Amando de Ossorio, No profanar el sueño de los muertos, REC, etc.).
En cuanto al cine de zombis en el siglo XXI, es indudable que gozan aún de una inmensa popularidad, puede que incluso mayor que en los 70 y 80, que traspasa las fronteras cinematográficas. Fue de gran ayuda el estreno de la película británica 28 días después en 2002, dirigida por Danny Boyle, que contó con una secuela en 2007, también británica, titulada 28 semanas después y dirigida por el español Juan Carlos Fresnadillo. Se la considera la primera película de zombis en la que estos corren, cosa despreciada por especialistas en el subgénero como George A. Romero o Tom Savini. A la película de Danny Boyle le siguió el también muy popular remake de Zombi de 1978, El amanecer de los muertos (2004) de Zack Snyder. A lo largo del siglo XXI encontramos, entre muchas otras, Planet Terror (2007) de Robert Rodriguez, la noruega Zombis Nazis (2009) de Tommy Wirkola, la británica Los muertos (2010) de Howard J. Ford y Jonathan Ford y la surcoreana Estación Zombi (2016) de Yeon Sang-ho. El subgénero en estos últimos años, cuenta con una tendencia muy corriente y rentable, la comedia. Probablemente impulsada por la británica Zombies Party (2004) de Edgar Wright. A ésta, le siguieron la canadiense Fido (2006) de Andrew Currie, El ataque de los zombies (2008) de Jay Lee, Bienvenidos a Zombieland (2009) de Ruben Fleischer y la cubana Juan de los Muertos (2011) de Alejandro Brugués.
Dentro del cine de zombis, así como del cine slasher, es necesario mencionar al artista de efectos especiales y maquillador Tom Savini, que trabajó con George A. Romero en Zombi, Creepshow y El día de los muertos, además de en los slashers Friday the 13th, Maniac y El asesinato de Rosemary, entre otras.

## Cine gore
El cine gore o splatter se focaliza en lo visceral y en el miedo a la destrucción del cuerpo humano. Es un subgénero bastante diluido, ya que el Slasher, el Giallo o el cine de zombis, entre otros, presentan muchas similitudes. Se considera cine gore a aquellas películas en las que la violencia explícita, los asesinatos, las torturas y el mutilamiento representan lo más importante del filme. Este tipo de cine, presenta claras influencias en el teatro francés Grand Guignol y podemos encontrar algún antecedente en la película francesa Le systeme du docteur Goudron et du professeur Plume (1904) de Maurice Tourneur y en la primera película de la historia donde se muestra una decapitación, la estadounidense Intolerance (1916) de D.W. Griffith. Aunque el nacimiento del cine gore se sitúa en los 60 de la mano de Herschell Gordon Lewis, que lo cultivó y explotó en Blood Feast (1963), 2000 maniacs (1964) (que contó con una secuela en 2005 titulada 2001 Maníacos dirigida por Tim Sullivan, con Robert Englund como protagonista), Monster A Go-Go (1965), Color Me Blood Red (1965), A Taste of Blood (1967), El mago del gore (1970), The Gore Gore Girls (1972), Blood Feast 2: All U Can Eat (2002) y BloodMania (2016). Hubo películas que siguieron con esta corriente mal vista, como I Spit On Your Grave (1978) (cine de violación y venganza) de Meir Zarchi, que contó con una versión en 2010 dirigido por Steven R. Monroe. Mención aparte merecen los directores Sam Raimi y Peter Jackson que cultivaron el llamado splatstick (acrónimo de splatter y slapstick) que es una especie de comedia gore. El primero lo hizo con su trilogía formada por: The Evil Dead (1981), que contó con una versión homónimo en 2013 dirigido por Federico Álvarez, Evil Dead 2: Dead by Dawn (1987) y Army of Darkness (1992), si bien la última alejándose del gore. El segundo lo hizo con las bizarras Bad Taste (1987) y Braindead (1992). Ya en el siglo XXI, encontramos algunas películas polémicas como la neerlandesa El ciempiés humano (2009) de Tom Six y la serbia Una película serbia (2010) de Srdjan Spasojevic.

### Ultragore alemán
Dentro del cine gore, es necesario analizar la cuantiosa contribución de Alemania, que gozó de una explosión de este subgénero a finales de los 80 y que con películas exageradamente gore escandalizó a los ojos menos sensibles. En primer lugar, el director Jörg Buttgereit nos lega el mediometraje Hot Love (1985), la polémica por su temática de necrofilia Nekromantik (1987) y su secuela Nekromantik 2 (1991), Schramm (1993), Video Nasty (2011) y German Angst (2015). En segundo lugar, Olaf Ittenbach dirige Pasado negro (1989), The Burning Moon (1992), Premutos, el ángel caído (1997), Antropophagus 2000 (1999), La legión de los muertos (2001), Beyond the limits (2003), El jardín del amor (2003), Chain Reaction (2006), Dard Divorce (2007), No Reason (2010) y Savage Love (2012). En tercer lugar, Andreas Schnaas realizó Violent Shit (1989), que contó con varias secuelas, Zombie '90: Extreme Pestilence (1991), la italiana Demonium (2001), Nikos (2003), Don't make the dead (2008) y Unrated (2009), que dirigió junto a Timo Rose, cineasta que también abordó el género en Mutation 2-Generation Dead (2001), Space Wolf (2003), Barricade (2007), Fearmakers (2008) y Timo Rose's Beast (2009). Andreas Bethmann es el responsable de Der Todesengel (1998), donde actúa Timo Rose, Die Insel der Dämonen (1998), Dämonenbrut (2000), Exitus interruptus-Der Tod ist erst der Anfang (2006), que contó con una secuela, Die Geschichte der Anderen (2013) y Terror Creek (2013). Otras películas a destacar son: Necronos: Tower of Doom (2010) y The Curse of Doctor Wolffenstein (2015) de Marc Rohnstock, A Fucking Cruel Nightmare (2010) de Sebastian Zeglarski, Mutation (1999), donde actúa Timo Rose y la cómica Sky Sharks (2017) de Marc Fehse.

### Cine gore en Japón
Japón, con su especial sensibilidad por lo desagradable y su meticulosidad, merece una sección aparte. Podemos mencionar Shogun's Sadism (1976) de Yuji Makiguchi como una película anterior a la explosión del gore japonés. Más adelante, hay que mencionar a cuatro especialistas en el subgénero: Hisayasu Sato, Sion Sono, Shinya Tsukamoto y Yoshihiro Nishimura. Del primero hay que destacar Himitsu no hanazono (1987), Bôkô honban (1987), Iyarashii hitazuma: nureru (1994), Nekeddo burâddo: Megyaku (1995), Rampo jigoku (2005) y Hanadama (2014). Del segundo: El club del suicidio (2001), La mesa de cena de Noriko (2005), Kimyô na sâkasu (2005), Ekusute (2007) y Tsumetai nettaigyo (2010). Del tercero: el mediometraje Denchu kozo No Boken (1987), Tetsuo, el hombre de hierro (1989), Yôkai hantâ: Hiruko (1991), Tetsuo 2: El cuerpo del martillo (1992), Tokyo Fist (1995), Vital (2004), Haze (2005) y Tetsuo The Bulletman (2009). Del cuarto: Tôkyô zankoku keisatsu (2008), el mediometraje 63-fun-go (2009), Kyûketsu shôjo furanken (2009), Nihon bundan: Heru doraibâ (2010), Sentô shôjo: Chi no tekkamen densetsu (2010), un episodio de la estadounidense-neozelandesa The ABCs of Death (2012), la canadiense The Profane Exhibit (2013) y Kodoku: Mîtobôru mashin (2017). También hay que mencionar la saga iniciada con Guinea Pig: El experimento del diablo (1985) de Satoru Ogura, la película de animación Miduri (1992) de Hiroshi Harada y Grotesque (2009) de Kôji Shiraishi. Mención aparte merece el maestro en este género y en el de yakuzas Takashi Miike, que se le deben Audition (1999), Bizita Q (2001), Ichi the killer (2001) y Gozu. El camino a la locura (2003), entre otras.

## Cine de terror en Francia
Como ya hemos mencionado anteriormente, los inicios del cine de terror le deben a Francia gran parte de sus antecedentes con numerosos cortometrajes. Asimismo, aunque sin ninguna explosión, Francia continuó recurriendo al subgénero con filmes como Yo acuso (1919) de Abel Gance, que contó con una versión homónimo en 1938, dirigido por el propio Gance, La mano del diablo (1943) de Maurice Tourneur, Las diabólicas (1955) de Henri-Georges Clouzot y Les yeux sans visage (1960) de Georges Franju, entre muchas otras.
Ya en los años 1970, dominó el cine de vampiros, temática muy frecuentada por Jean Rollin con: La violación de la vampira (1967), La vampire nue (1970), Le frisson des vampires (1971), Réquiem por un vampiro (1973), Lèvres de sang (1975), El castillo de las vampiras (1979) y ya posteriormente Las dos huérfanas vampiras (1997) y La novia de Drácula (2002). Dentro del cine de vampiros francés también destaca Et mourir de plaisir (1960) de Roger Vadim, Tendre Dracula (1974) de Pierre Grunstein, la cómica Drácula, padre e hijo (1976) de Édouard Molinaro y la belga El rojo en los labios (1971) de Harry Kümel, director que, ya fuera del cine de vampiros pero dentro del género, realizó Malpertuis (1971) y la neerlandesa Repelsteeltje (1973). Durante los años 1970, 80 y 90 también se estrenarían las interesantes No nos libres del mal (1971) de Joël Séria, la coproducción España-Francia La campana del infierno (1973) de Claudio Guerín y Juan Antonio Bardem, Baby Blood (1990) de Alain Robak y su secuela Lady Blood (2008) de Jean Marc Vincent, Delicatessen (1990) de Jean-Pierre Jeunet y Possession (1981) de Andrzej Zulawski, director que es el responsable de las polacas El diablo (1972) y Szamanka (1996). Asimismo Jean Rollin también dirigió importantes cintas de terror fuera del cine de vampiros, muchas de ellas dentro del subgénero de los zombis, dan fe de ello: La rosa de hierro (1971), la belga codirigida junto a Jesús Franco La nuit des étoiles filantes (1973), Espasmos de muerte (1978), Las uvas de la muerte (1978), Acoso en la noche (1980), Le Lac des Morts Vivants (1981), La muerta viviente (1982) y Le masque de la Méduse (2010).

### Nuevo extremismo francés
Ya en el siglo XXI, apareció una tendencia del cine francés, dispuesta a romper tabúes y explorar el cuerpo humano, tanto en su destrucción, como en su sexualidad. Como dice James Quandt "un cine que repentinamente está decidido a romper cada tabú, a vadear ríos de vísceras y espumas de esperma, a llenar cada fotograma con desnudez, atractiva o arrugada, y someterla a toda forma de penetración, mutilación y corrupción". Es el llamado Nuevo extremismo francés que cuenta con dos corrientes, la exploración de la destrucción del cuerpo humano (unida al cine de terror) y la exploración de su sexualidad (unida al cine erótico). Dentro de la primera corriente, podemos encontrar varios especialistas en el género. Alexandre Aja dirige Furia (1999), Haute tension (2003), y las estadounidenses The Hills Have Eyes (2006), Mirrors (2008) y Piranha 3D (2010). De Xavier Gens son las películas: Frontière(s) (2007), Aislados (2011) y la británica The Crucifixion (2017). Por otro lado, Alexandre Bustillo y Julien Maury nos legan Al interior (2007), Livide (2011), Aux yeux des vivants (2014) y la estadounidense Leatherface (2017) (dentro de la saga iniciada con The Texas Chainsaw Massacre). A Pascal Laugier se le debe El internado (2004), Mártires (2008), que contó con una versión homónimo en 2015: Mártires dirigida por Kevin Goetz y Michael Goetz y la canadiense El hombre de las sombras (2012). Christophe Gans realiza El libro de los muertos (1993), El pacto de los lobos (2001) y la canadiense Silent Hill (2006). Marina de Van es la responsable de En mi piel (2002), No te retourne pas (2009) y Dark Touch (2013). También es interesante mencionar, aunque no sea de terror, pero sí dentro de la corriente violenta del nuevo extremismo francés, la película de Gaspar Noé, Irreversible (2002). También merecen ser mencionadas las películas: Trouble Every Day (2001) de Claire Denis, Sheitan (2006) de Kim Chapiran, Ellos (2006) y The Eye (2008) de David Moreau y Xavier Palud, Vertige (2009) de Abel Ferry, La meute (2010) de Franck Richard, Mutants (2009) y la canadiense Home Sweet Home (2013) de David Morlet y las belgas Calvario (2004), Vinyan (2008) y Alleluia (2014) de Fabrice Du Welz. Por último, mención aparte merece el español Miguel Ángel Vivas (director del corto El hombre del saco (2002), del corto portugués de zombis I'll See You in My Dreams (2003)) que en 2010 dirige una película de terror española con claras influencias del nuevo extremismo francés: Secuestrados, además de que en 2016, es el responsable del remake de Al interior, titulada Inside.

## Cine de terror asiático
En el Extremo Oriente también se han cultivado numerosas películas de terror, destacando sobre todo Japón y Corea del Sur, aunque también China y Tailandia.

### J-Horror
Un subgénero habitual en el cine de terror japonés son las historias de fantasmas y leyendas urbanas originarias del Período Edo y el Período Meiji, muy utilizados en el teatro No y Kabuki. Estos fantasmas son conocidos como yurei. Las primeras películas de terror en Japón eran adaptaciones de famosas obras de teatro kaidan, como Botan Doro (1910) y Yotsuya Kaidan (1912). A lo largo de las décadas se fueron realizando diferentes versiones de estas historias. Así mismo, en los años 50, en la línea de cine de la Guerra Fría destacan las películas kaiju y tokusatsu, sobre todo de Ishiro Honda como Godzilla (1954), Rodan (1956), Daikaiju Varan (1958), Mothra (1961), Matango (1963), entre muchas otras, así como Gamera: El mundo bajo el terror (1965) de Noriaki Yuasa. A lo largo de la historia se han realizado películas de terror japonesas muy diversas, como: Una página de locura (1926) de Teinosuke Kinugasa, Kwaidan (1964) de Masaki Kobayashi, Onibaba (1964) y Kuroneko (1968) de Kaneto Shindō, Hausu (1977) de Nobuhiko Obayashi, Tetsuo, el hombre de hierro (1989) de Shinya Tsukamoto y las películas kaidan del especialista Nobuo Nakagawa como: Vampire Moth (1956), El fantasma del pantano de Kasane (1957), La mansión del gato fantasma (1958), El fantasma de Yotsuya (1959), Lady Vampire (1959), Infierno (1960) y El fantasma de la mujer serpiente (1968), entre muchas otras.
Sin embargo, fue a finales de los 90 cuando el J-Horror empezó a gozar de una gran popularidad entre el público internacional. Destacan las películas de Hideo Nakata, como Ringu (1998), que inició una saga con varias secuelas, Dark Water (2002) o Kaidan (2007), entre otras y las de Takashi Shimizu, como Marebito (2004) y Rinne (2005), entre otras, pero sobre todo Ju-on (2000), que inició una saga con numerosas secuelas, siendo Ju-on: The Grudge (2002) la primera en ser estrenada en cines. Ringu y Ju-on fueron tan populares que contaron con versiones estadounidenses: The ring (2002) de Gore Verbinski y The Grudge (2004) dirigida por el propio Shimizu. Ambas contaron con varias secuelas. Es imprescindible hablar de la contribución al género del director Takashi Miike, con Audition (1999), considerada una obra de culto, Visitor Q (2001), Ichi the killer (2001) (aunque no es una película de terror, entraría dentro del subgénero del gore) y Chakushin Ari (2003), entre otras. Esta última, contó con un remake estadounidense: Llamada perdida (2008) de Éric Valette. Otros directores destacados son Kiyoshi Kurosawa, sobre todo por Kairo (2001); Noroi Tsuruta por Kakashi (2001) y Premonición (2004), entre otras; y Sion Sono, así como la película Infection (2004) de Masayuki Ochiai . El éxito del J-Horror se fue apagando conforme fue avanzando la década de los 2000.

### K-Horror
Fue solo a partir de finales de los 90 cuando el cine de terror coreano empezó a tener algo de popularidad, al menos a nivel internacional, gracias al auge del terror asiático. Como grandes pioneros destacan Kim Ki-young, que realizó algunas películas del género, destacando por encima de todas la considerada una de las tres mejores películas de la historia de Corea del Sur, The Housemaid (1960) y Lee Yong-min que dirigió varias películas de horror en los 60 y los 70: A Flower of Evil (1961), A Devilish Homicide (1965) y The Man of Two Faces (1975), entre otras. Sería interesante destacar también al director Shin Sang-ok y su Ghosts of Chosun (1970), A Woman with Half Soul (1973) y la película kaiju norcoreana Pulgasari (1985), así como la película Suddenly at Midnight (1981) de Ko Young-nam.
Ya a finales de los 90 el cine de terror coreano empezó a crecer, surgiendo numerosos directores y películas destacadas. Entre muchas otras, destacan las películas de Kong Su-Chang, como R-Point (2004) y The Guard Post (2008). Este mismo director empezó en el género como guionista en la adaptación de la japonesa Ringu: The Ring Virus (1999) de Kim Dong-bin (director de Red Eye (2005)) y de Tell me something (1999) de Chang Yoon-hyun. Hay que destacar también al director Park Ki-hyung por Whispering Corridors (1998), que inició una saga y Acacia (2003), así como a Ahn Byeong-ki por Nightmare (2000), Phone (2002), Bunshinsaba (2004) y APT (2006). Otras películas destacadas serían Epitaph (2007), Horror Stories (2012) y Gonjiam: Haunted Asylum (2018) de Jeong Beom-sik, Antarctic Journal (2005) de Yim Pil-sung (con guion de Bong Joon-ho y protagonizada por Song Kang-ho), Cinderella (2006) de Bong Man-dae, Possessed (2009) de Lee Yong-ju, Monstrum (2018) de Jong-ho Huh, The Divine Fury (2019) de Jason Kim y Warning do not play (2019) de Kim Jin-won.
Es imprescindible mencionar al especialista en el género Kim Ji-woon que realizó The Quiet Family (1998) (protagonizada por Choi Min-sik y Song Kang-ho), Dos hermanas (2003) y Encontré al diablo (2010) (protagonizada por Choi Min-sik y Lee Byung-hun). También es importante decir que grandes maestros del cine como Bong Joon-ho y Park Chan-wook han incursionado en el género. El primero con The Host (2006) y el segundo con la película de vampiros Thirst (2009), ambas protagonizadas por Song Kang-ho. Por último hay que mencionar a Gokseong (2016) de Na Hong Jin y la destacada película de zombies Tren a Busan (2016) de Yeon Sang-ho, que tuvo un gran éxito y varias secuelas y propició la creación de otras películas de zombies como #Vivo (2020) de Cho Il-hyeong y la comedia de terror The Odd Family: Zombie on Sale (2019) de Lee Min-jae.